# Proteste filorusse in Ucraina del 2014
Alla fine di febbraio 2014 diverse dimostrazioni da parte dei manifestanti filo-russi e dei gruppi antigovernativi hanno avuto luogo nelle maggiori città dell'Ucraina orientale e meridionale, come conseguenza dell'affermarsi del movimento Euromaidan e della rivoluzione ucraina. Durante la prima fase dei disordini, la Crimea fu annessa alla Russia dopo una crisi nella regione, l'intervento militare russo e un referendum contestato in ambito internazionale. Le proteste negli oblast' di Donec'k e di Luhans'k sfociarono in un'insurrezione separatista armata. Ciò indusse il governo ucraino a lanciare una controffensiva militare contro gli insorti che portò alla guerra in corso nel Donbass.

## Contesto
A dispetto delle promesse inizialmente fatte, il 21 novembre 2013 il presidente ucraino Viktor Janukovyč rifiutò di firmare un trattato di associazione con l'Unione europea. Questo scatenò nella parte occidentale dell'Ucraina la nascita del movimento Euromaidan, che chiedeva d'instaurare legami più stretti con l'Unione Europea, l'allontanamento dalla sfera d'influenza russa e le dimissioni di Janukovyč. Il movimento prevalse e le proteste culminarono nella rivoluzione ucraina del 2014, che conseguì la rimozione di Janukovyč e del governo. In opposizione a ciò, alcuni abitanti delle regioni di madrelingua russa del sud e dell'est del Paese e tradizionalisti a sostegno di un governo guidato dal partito delle Regioni, disapprovarono le proteste e iniziarono a manifestare in favore di stretti legami con la Russia. In Crimea si verificarono varie dimostrazioni a favore della secessione dall'Ucraina e dell'entrata nella Federazione Russa, dando inizio alla crisi della Crimea del 2014.
Il 1º marzo, edifici dell'amministrazione regionale delle oblast' orientali vennero presi d'assalto dagli attivisti filorussi. L'11 marzo, le occupazioni vennero momentaneamente sospese con l'intervento delle forze di sicurezza ucraine. A Donec'k, le proteste sfociarono in violenze in svariate occasioni e il 13 marzo venne accertata la morte di un manifestante filo-ucraino. A Charkiv, nella notte del 15 marzo, un militante dei Patrioti d'Ucraina uccise un passante ed un manifestante anti-Maidan, quando questi ultimi attaccarono il quartier generale di Pravyj Sektor.
Secondo le fonti ufficiali, non tutti i partecipanti alle proteste erano di nazionalità ucraina; un significativo numero di questi erano cittadini russi. Il governatore dell'oblast' di Donec'k Serhiy Taruta asserì che i gruppi comprendevano ex detenuti e persone provenienti dalla Crimea.
Le forze di sicurezza ucraine e le guardie di frontiera negarono l'accesso a più di 8 200 russi nella regione fino al 4 marzo. Il 27 marzo, il segretario del Consiglio della Sicurezza e della Difesa Nazionale Andrij Parubij dichiarò che era stato proibito a circa 500 cittadini russi l'accesso giornaliero in Ucraina.
Il 17 aprile, durante la 12a Linea diretta con Vladimir Putin, il presidente russo dichiarò l'effettivo impiego di soldati russi in Crimea insieme a milizie locali di autodifesa, ma ignorò le rimostranze dell'Ucraina, dell'Unione europea e degli Stati Uniti, che sostenevano che le Forze armate russe fomentassero le agitazioni in Ucraina orientale.

## Consenso
Un sondaggio condotto dall'Istituto internazionale di sociologia di Kiev, dall'8 al 18 febbraio 2014, ha analizzato il sostegno goduto dalla Russia in tutte le regioni dell'Ucraina. Le conclusioni del sondaggio mostrano che circa il 12% degli intervistati era a favore dell'annessione alla Russia. Il 68% degli intervistati, invece, avrebbe voluto che l'Ucraina rimanesse indipendente, mantenendo amichevoli relazioni diplomatiche con la Russia.
Tuttavia, il sostegno per un'unione tra Russia ed Ucraina sarebbe stato molto più forte nelle seguenti regioni:
- 41,0% Crimea;
- 33,2% Oblast' di Donec'k;
- 24,1% Oblast' di Luhans'k;
- 24,0% Oblast' di Odessa;
- 16,7% Oblast' di Zaporižžja;
- 15,1% Oblast' di Charkiv;
- 13,8% Oblast' di Dnipropetrovs'k.

In un sondaggio condotto tra il 14 ed il 26 marzo dall'International Republican Institute, il 26-27% degli intervistati dell'Ucraina orientale e meridionale vede le manifestazioni dell'Euromaidan come un colpo di Stato. Soltanto il 5% degli intervistati dell'Ucraina orientale percepiva che i russofoni fossero effettivamente sotto pressione o minaccia. Il 43% dei russi etnici sosteneva la decisione della Federazione russa di inviare le sue truppe a proteggere i cittadini russofoni in Ucraina.

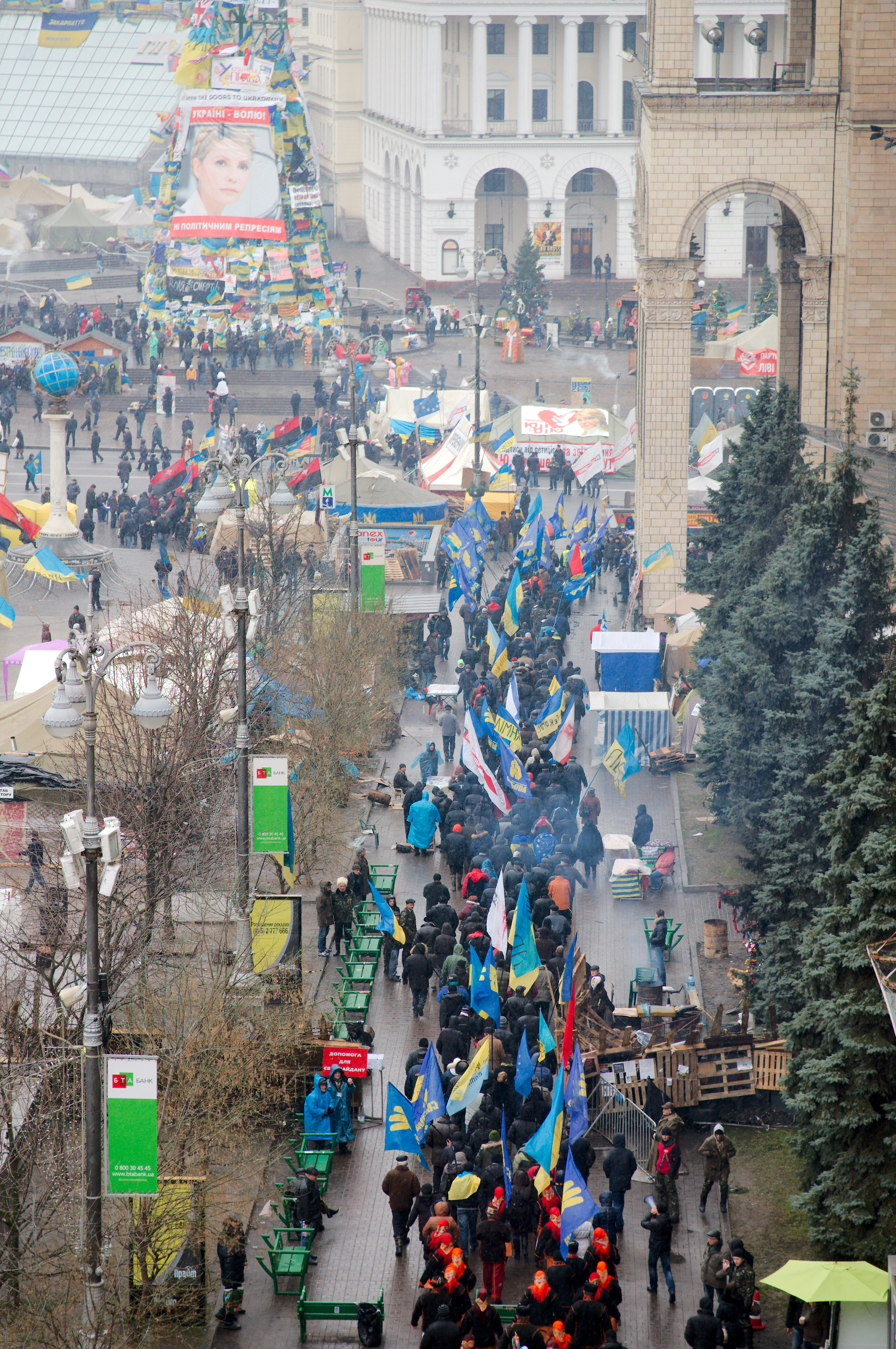
Manifestazione Euromaidan a Kiev, gennaio 2014

Nel sondaggio, il 22% degli abitanti dell'Ucraina meridionale e il 26% di quelli dell'Ucraina orientale supportava l'idea di un'eventuale federalizzazione del paese; il 69% degli abitanti del meridione e il 53% dei residenti dell'est era del parere che l'Ucraina dovesse rimanere uno stato unitario, e soltanto il 2% della popolazione a sud ed il 4% ad est era orientato verso la secessione. Il 59% degli intervistati dell'Ucraina orientale avrebbe voluto entrare nell'Unione doganale eurasiatica, mentre il 22% era in favore dell'Unione europea. Al 37% degli intervistati nel sud Ucraina sarebbe piaciuto aderire all'Unione doganale Euroasiatica, mentre il 29% preferiva l'UE. Il 90% degli intervistati nell'Ucraina occidentale voleva entrare a far parte dell'UE, mentre soltanto il 4% era favore alle ad un'unione doganale promossa dalla Russia. Tra gli ucraini intervistati, in generale il 34% è propenso ad aderire alla NATO, mentre il 44% era contrario ad un simile progetto. Nell'Ucraina meridionale ed orientale, soltanto rispettivamente il 14% e 11% di coloro che hanno risposto era d'accordo con un'eventuale adesione alla NATO, mentre il 67% ad est e il 52% a sud era in disaccordo con ciò. Il 72% delle persone intervistate nella parte orientale dell'Ucraina pensava che il paese stesse andando nella direzione sbagliata, rispetto a solo il 36% nell'Ucraina occidentale
Un sondaggio globale venne rilasciato l'8 maggio dal Pew Research Center con i pareri degli intervistati in Ucraina e Crimea sul tema dei disordini. Il sondaggio venne fatto dopo l'annessione della Crimea, ma prima degli scontri a Odessa del 2 maggio. Il 93% degli intervistati occidentali e il 70% di quelli orientali manifestò la volontà che l'Ucraina rimanesse unita. Nonostante le critiche internazionali del 16 marzo sul referendum sullo status di Crimea, il 91% degli intervistati in Crimea pensava che il voto fosse libero e giusto, e l'88% disse che il governo ucraino avrebbe dovuto riconoscerne i risultati.

### Anti-Maidan e manifestanti pagati

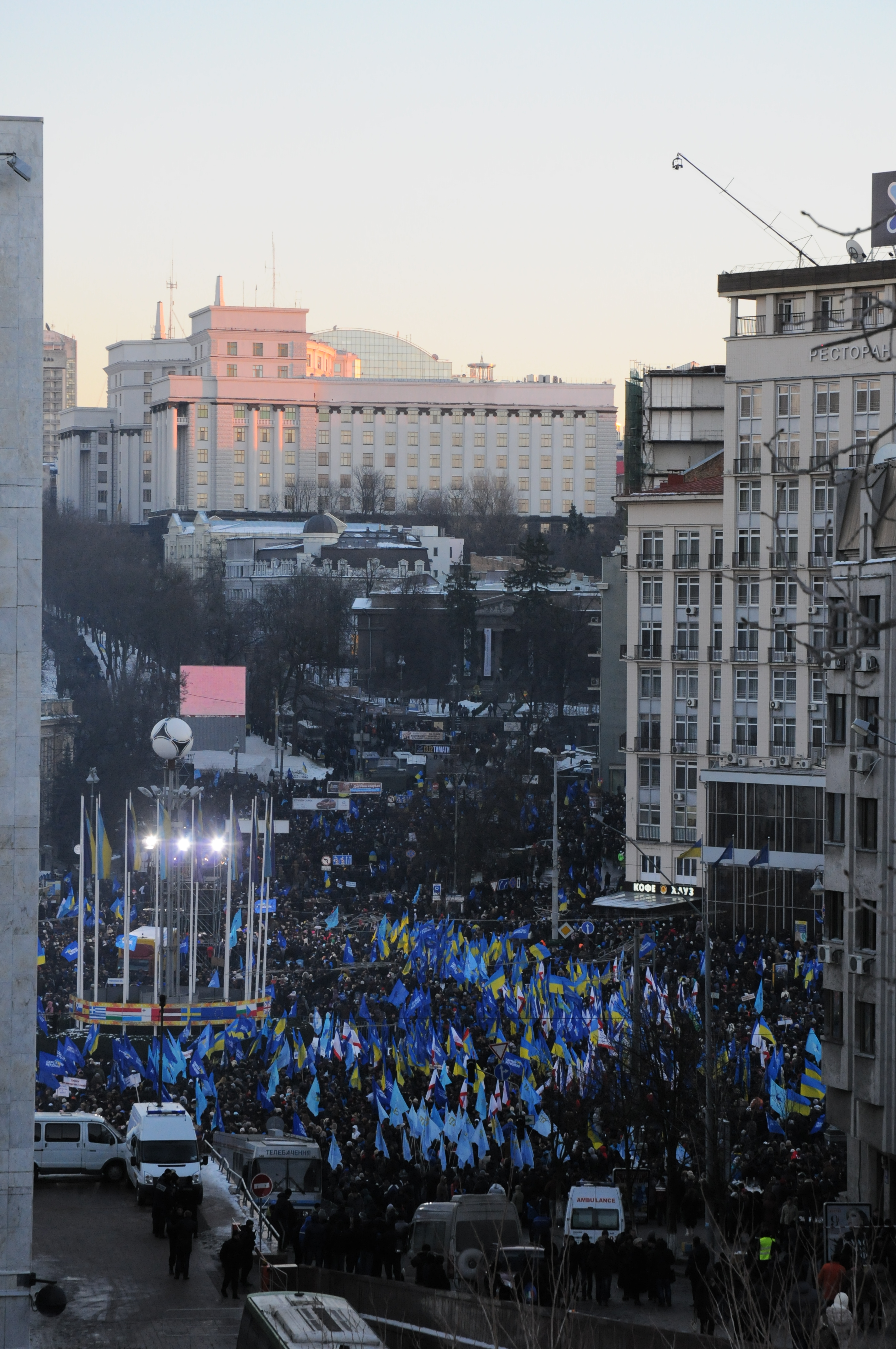
Anti-Maidan a Kiev, 14 dicembre 2013

Durante la rivoluzione Euromaidan ci furono segnalazioni diffuse che manifestanti pro-Janukovyč e filo-russi anti-Maidan venissero pagati per il loro supporto. Oleksij Haran, uno scienziato politico dell'Accademia Kyiv Mohyla a Kiev, dichiarò che: "La gente all' anti-Maidan si distingue solo per i soldi che il governo utilizza per questi mercenari per provocare la resistenza. Essi non sacrificheranno nulla". Il leader estremista russo dell'Unione della gioventù eurasiatica Oleg Bachtijarov venne arrestato anche per aver reclutato rivoltosi per 500 dollari ciascuno per assisterlo nell'assalto agli edifici governativi. Il 13 aprile, il ministero degli Interni dichiarò che i reclutatori vennero trovati a pagare 500 dollari per prendere parte agli attacchi, e circa 40 dollari per occupare gli edifici.
Rapporti di manifestanti pagati vennero supportati dal membro del Partito delle Regioni Volodymyr Landik, dal Vice Primo Ministro Vitalij Jarema , dal giornalista Serhij Leščenko, e da un rapporto pubblicato dall'Organizzazione per la sicurezza e la cooperazione in Europa.

### Rappresentazione dei media
Le fonti russe e ucraine furono molto diverse nel modo in cui ritrassero i manifestanti. I militanti che presero molti degli edifici governativi nell'oblast' di Donec'k sono indicati come "separatisti" e "terroristi" da parte del governo ucraino e dei media occidentali, ma i media e i funzionari russi utilizzano costantemente il termine "sostenitori della federalizzazione". I media russi e anche i militanti stessi si riferiscono costantemente al governo di transizione ucraino a Kiev come la 'giunta Bandera', facendo riferimento al nazionalista ucraino Stepan Bandera, e anche come 'fascista', e 'nazionalista'. Nei media ucraini, "Colorado beetle" (ucraino: колорадський жук, kolorads'kyj Žuk) venne utilizzato come parola dispregiativa per i manifestanti e i militanti filo-russi, in riferimento al Nastro di San Giorgio che indossano. Vari notiziari dei media russi hanno usato l'espressione Primavera Russa (Russo: Русская весна, Russkaya Vesna) per descrivere l'ondata delle manifestazioni.

## Disordini per regione

### Crimea

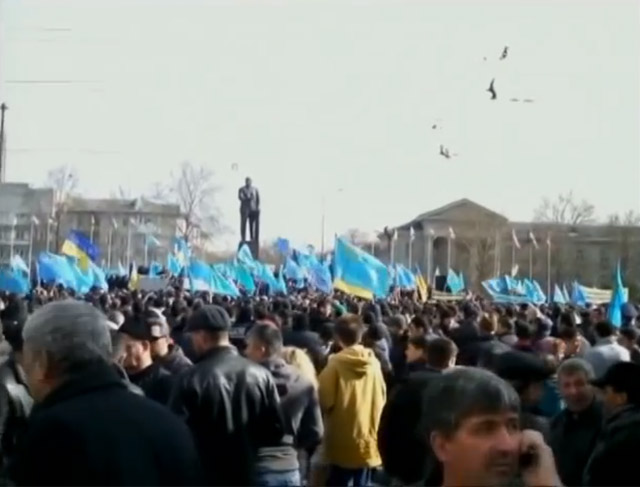
Manifestazione pro-Ucraina dei Tatari di Crimea, febbraio 2014

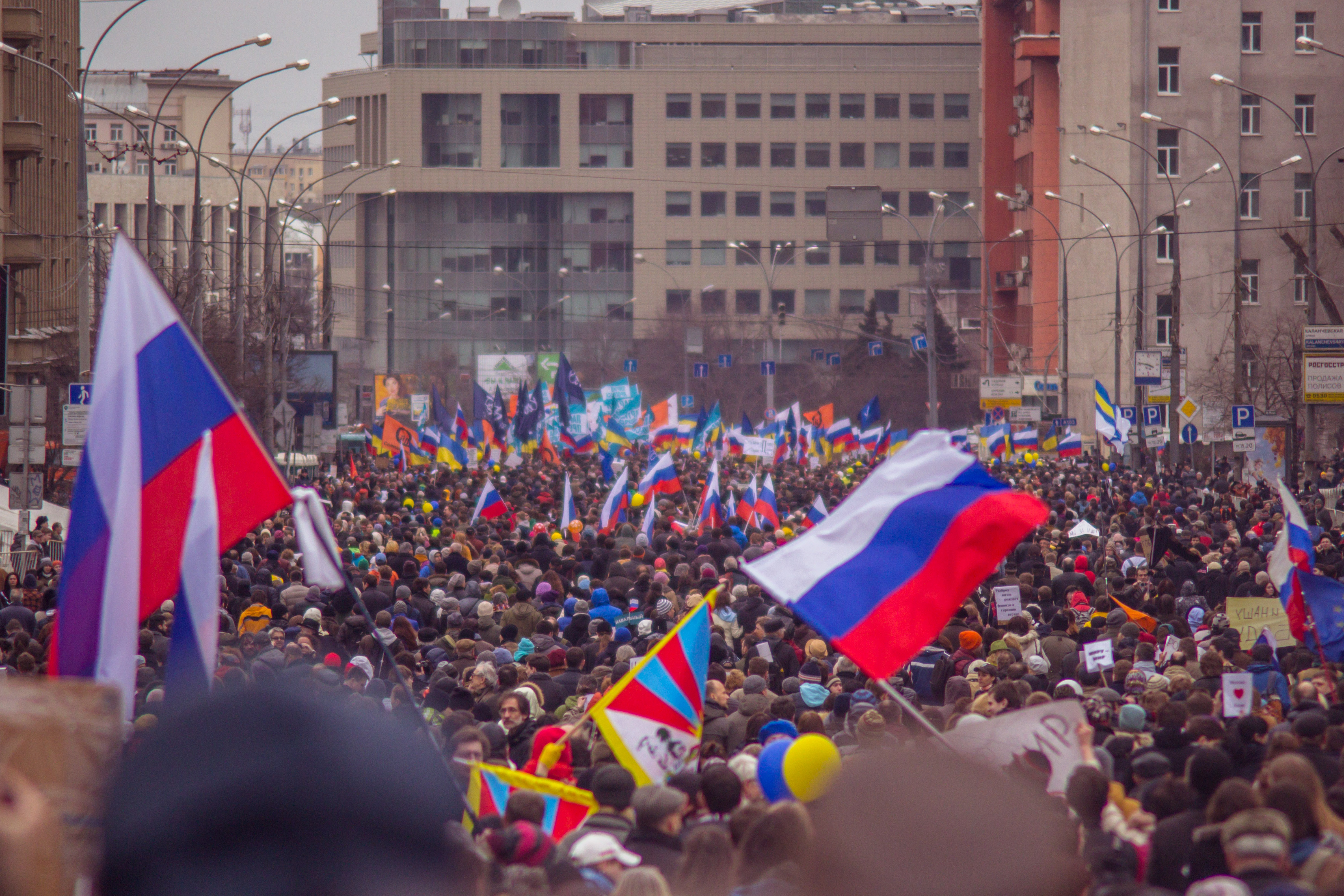
La protesta anti-guerra del 15 marzo, denominata Marcia della Pace, ebbe luogo a Mosca un giorno prima del referendum della Crimea.

A partire dal 26 febbraio, le forze filo-russe, successivamente confermate essere truppe russe di Vladimir Putin, cominciarono a prendere gradualmente il controllo della penisola di Crimea. Durante questo periodo, la domanda di adesione della Federazione russa venne sottoposta a un referendum, che ebbe un'affluenza ufficiale dell'83% e provocò un voto favorevole del 96%, ma venne condannato dall'UE, dagli Stati Uniti, dall'Ucraina e dai funzionari tatari come contrario alla costituzione dell'Ucraina e al diritto internazionale. Il 17 marzo, il Parlamento di Crimea dichiarò l'indipendenza dall'Ucraina e chiese di aderire alla Federazione russa. Il 18 marzo, la Russia e la Crimea firmarono un trattato di adesione della Repubblica di Crimea e Sebastopoli nella Federazione Russa. Il 21 marzo, il trattato di adesione venne ratificato e la creazione di due nuove entità costituenti nella Federazione russa venne segnalata da 30 colpi di cannone in un ordine esecutivo del presidente russo. L'Assemblea generale delle Nazioni Unite approvò una risoluzione non vincolante che dichiarò che il referendum non era valido, e l'incorporazione della Crimea in Russia illegale.
Entro il 1º aprile circa 3 000 persone fuggirono dalla Crimea dopo la sua annessione, l'80% dei quali erano tatari di Crimea. Squadre dell'Organizzazione per la sicurezza e la cooperazione in Europa nelle Oblast' di Ivano-Frankivs'k e di Černivci assistettero gli sfollati interni che si erano reinsediati nell'Ucraina occidentale. Il numero dei rifugiati, soprattutto tartari della Crimea, continuò ad aumentare, ed entro il 20 maggio l'Ufficio dell'Alto Commissariato delle Nazioni Unite per i Rifugiati (UNHCR) annunciò che circa 10 000 persone erano state sfollate.

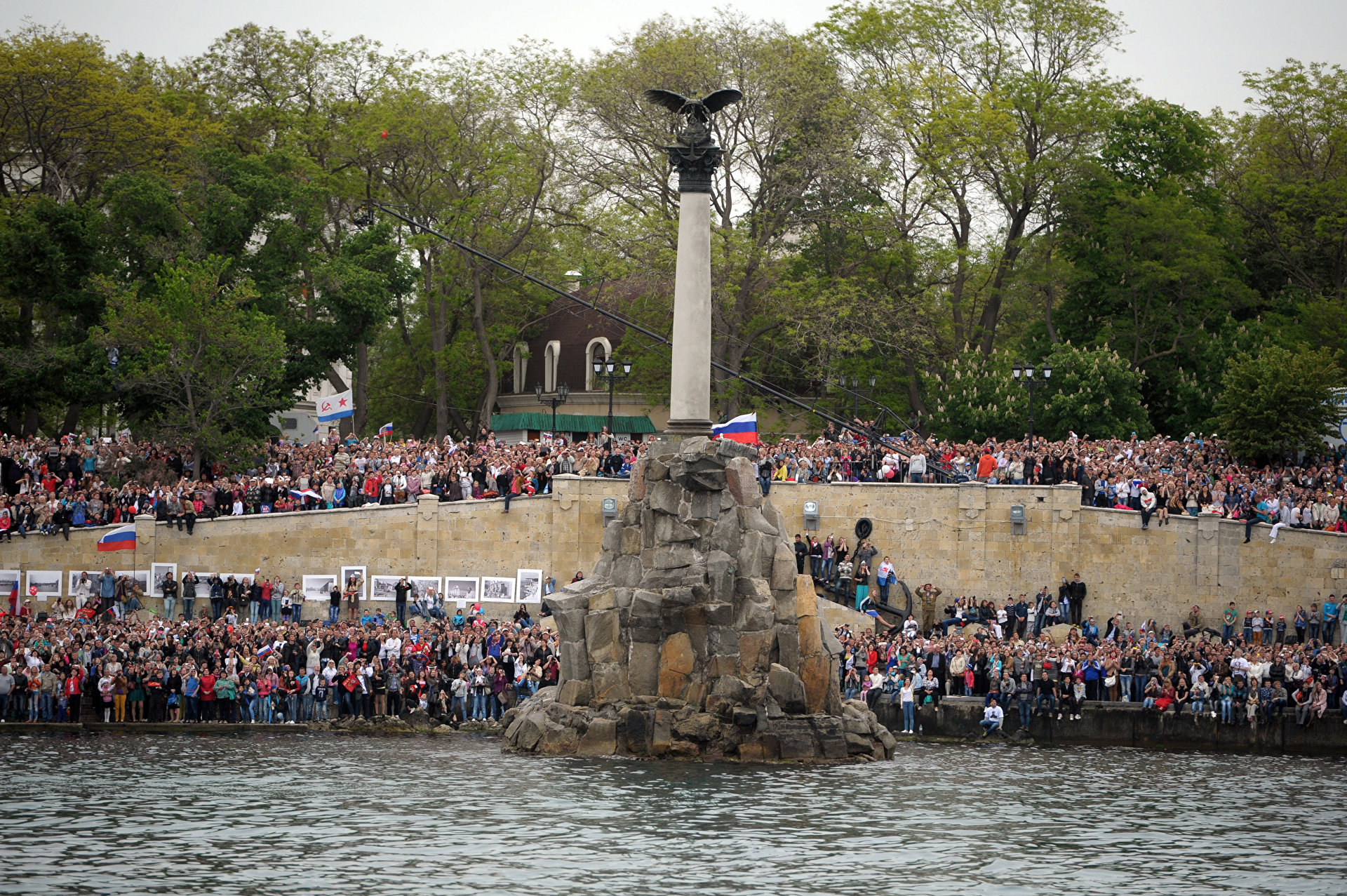
Manifestanti pro-russi a Sebastopoli, Crimea, 9 maggio 2014

### Oblast' di Donec'k
Manifestanti pro-russi occuparono l'edificio dell'amministrazione regionale statale di Donec'k (RSA) dal 1º al 6 di marzo, prima di essere sgomberati dal Servizio di sicurezza dell'Ucraina (SBU).
Secondo le autorità ucraine, il sequestro della RSA fa parte di "un copione che è stato scritto nella Federazione Russa" per destabilizzare l'Ucraina e introdurre truppe russe interpretanti "circa 1 500 radicali in ogni regione che parlavano con chiari accenti russi".

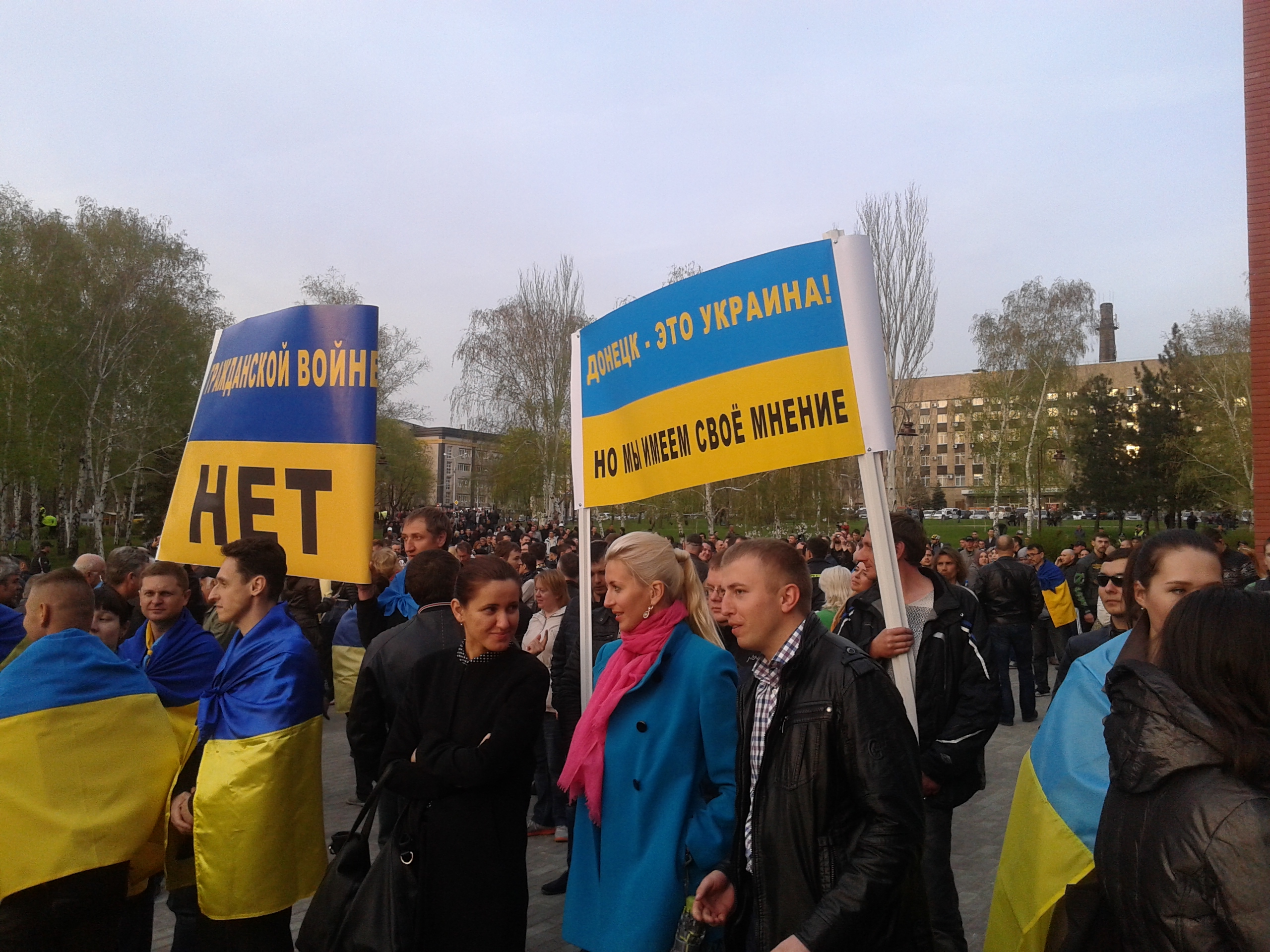
Manifestanti pro-ucraini a Donec'k, 17 aprile 2014

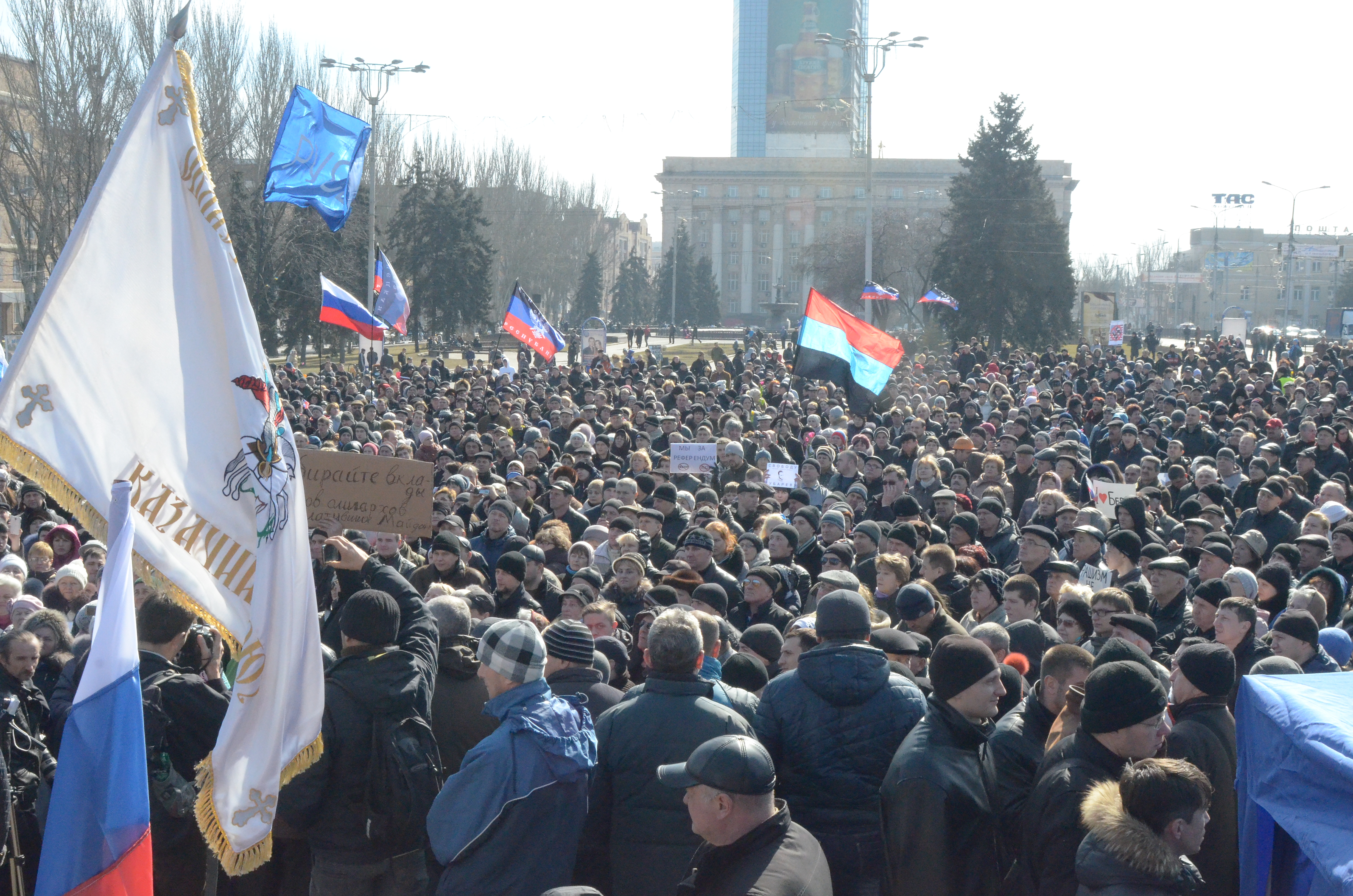
Manifestanti pro-russi a Donec'k, 8 marzo 2014

Il 13 marzo venne caratterizzato da violenti scontri tra manifestanti pro-Maidan e anti-Maidan a Donec'k. Un folto gruppo di manifestanti anti-Maidan sfondarono un cordone di polizia e iniziarono ad attaccare una piccola manifestazione pro-Maidan. Nelle interviste con gli osservatori dell'OSCE, gli astanti descrissero come un gruppo di una trentina di manifestanti pro-Maidan "furono costretti a cercare rifugio in un autobus della polizia che venne circondato da attaccanti anti-Maidan ". Le finestre del bus "vennero fracassate, e gas irritante venne disperso all'interno, costringendo il gruppo a uscire dal bus, dove vennero poi sottoposti a pestaggi e abuso verbale ". Un rapporto dell'OSCE disse che "le forze di polizia 'non riuscirono' a prendere adeguate misure per proteggere il gruppo pro-Maidan", e "potrebbero essere stati osservati trattare i manifestanti anti-Maidan in maniera favorevole". Dopo questa giornata di violenza, gli intervistati dissero all'OSCE che i residenti di Donec'k avevano deciso di non organizzare più pacifiche manifestazioni pro-Maidan, "temendo per la loro sicurezza".
Domenica 6 aprile, 1000-2000 manifestanti pro-Russia parteciparono ad una manifestazione a Donec'k spingendo per un referendum in stile Crimea sull'indipendenza dall'Ucraina. Successivamente, 200 separatisti (secondo Igor Dyomin, un portavoce della polizia locale di Donec'k, circa 1 000) e i manifestanti filo-russi fecero irruzione e presero il controllo dei primi due piani dell'edificio RSA, abbattendo e distruggendo porte e finestre. La sede di amministrazione era vuota, con solo le guardie all'interno, dato che i funzionari di governo non lavorano lì la domenica. I separatisti comandarono che se una sessione straordinaria non fosse stata tenuta dai funzionari, annunciando un referendum per unire Russia, avrebbero dichiarato un controllo unilaterale formando un "Mandato Popolare" a mezzogiorno del 7 aprile, e licenziato tutti i membri del consiglio e i deputati eletti. Le persone che votarono all'interno della RSA non vennero eletti per le posizioni che assumevano. Secondo l'Agenzia russa di informazione telegrafica, la dichiarazione venne votata da alcuni legislatori regionali, ma altri rapporti dicono che né l'amministrazione della città di Donec'k, né locali consigli distrettuali nei quartieri della città delegarono eventuali rappresentanti alla sessione.
Il 6 aprile, il leader del gruppo separatista Repubblica di Doneck annunciò che un referendum, sul fatto che l'Oblast' di Donec'k dovesse "unirsi alla Federazione Russa", avrebbe avuto luogo "entro l'11 maggio 2014". Inoltre, il leader del gruppo fece appello al presidente russo Vladimir Putin d'inviare forze di pace russe nella regione. Il gruppo venne vietato in Ucraina dal 2007. Il leader del gruppo, Andrej Purgin, venne arrestato settimane prima con l'accusa di separatismo. Il leader politico dello Stato è l'auto-dichiarato Governatore Popolare Pavel Gubarev, un ex membro del Partito Socialista Progressista d'Ucraina. Che è anche attualmente arrestato con l'accusa di separatismo.
In risposta alle azioni, il presidente ucraino in carica Oleksandr Turčynov promise di lanciare una grande operazione anti-terrorismo contro i movimenti separatisti nelle regioni orientali del paese. Più tardi quel giorno, l'ufficio SBU a Donec'k venne ripreso dal Gruppo Alpha del SBU. Turčynov offrì l'amnistia ai separatisti se avessero deposto le armi e si fossero arresi, ed offrì anche concessioni che includevano la potenziale devoluzione del potere alle regioni, e la tutela della lingua russa nella legge. Molti a Donec'k espressero disapprovazione verso le azioni dei separatisti.

#### Occupazione degli edifici governativi

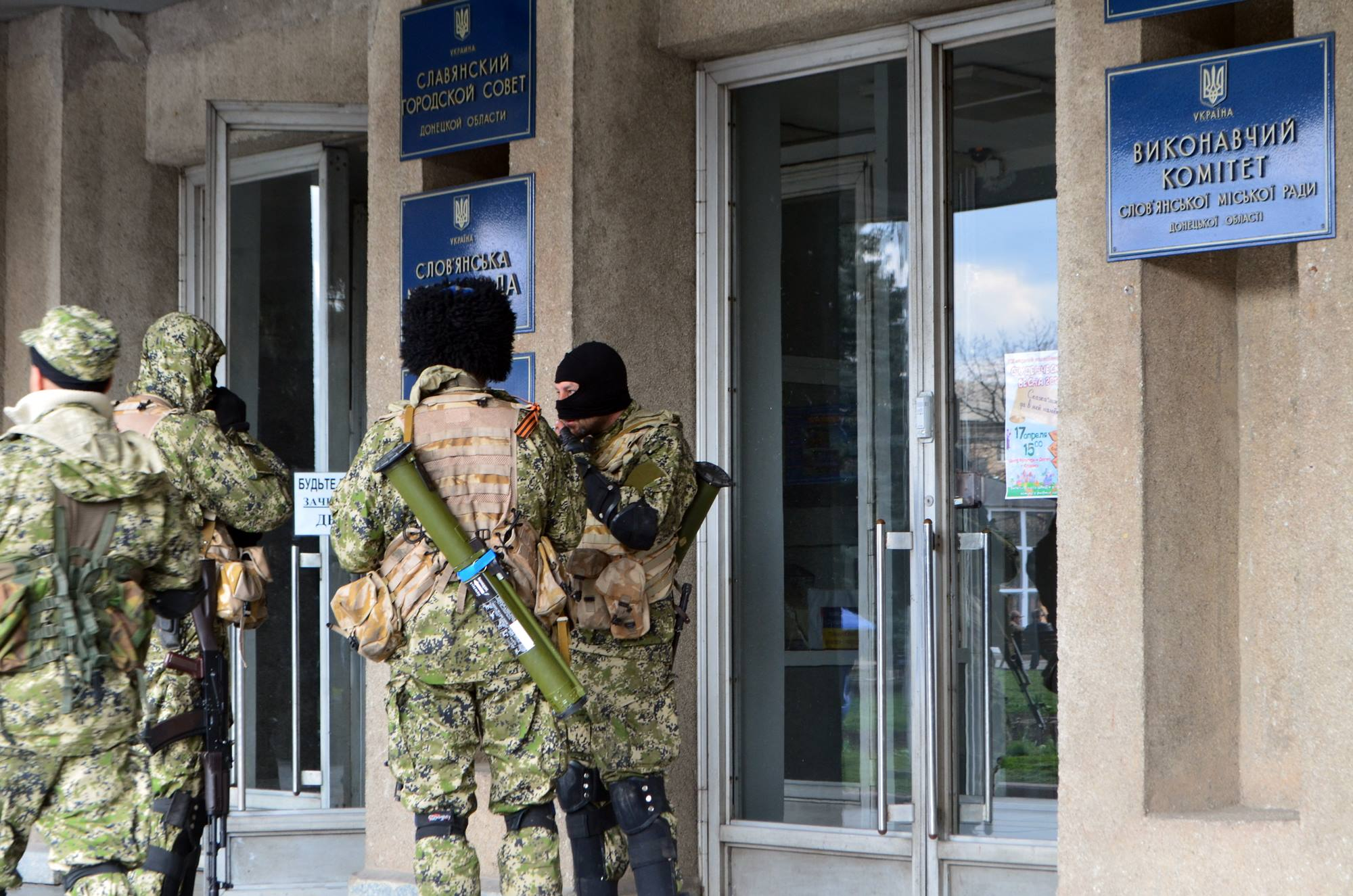
Il consiglio della città di Slov"jans'k sotto il controllo di uomini mascherati armati di Kalashnikov e RPG-26

Il 12 aprile, un gruppo di militanti mascherati, che si era formato in Crimea e guidato dall'ex ufficiale dei servizi di sicurezza russo Igor' Girkin, conquistò la sede del Comitato esecutivo, il dipartimento di polizia e l'ufficio SBU a Slov"jans'k, una città nel nord dell'Oblast' di Donec'k. Il Ministro degli interni ucraino Arsen Avakov etichettò gli uomini armati come "terroristi", e giurò di usare le forze speciali ucraine per riprendere l'edificio.
I sequestri delle stazioni di polizia e di altri edifici governativi da parte di gruppi separatisti armati si verificarono anche in altre città dell'Oblast' di Donec'k, incluse proprio le città di Donec'k, Kramators'k, Družkivka, Horlivka, Mariupol' e Jenakijeve. Il presidente transitorio ucraino Oleksandr Turčynov lanciò un'operazione militare 'anti-terrorismo' su ampia scala per recuperare gli edifici.
Vitalij Jarema, il Vice Primo Ministro ucraino per l'applicazione della legge, ha affermato che unità russe delle forze speciali, tra cui il 45º Reggimento Paracadutisti della Guardia di stanza solitamente nei pressi di Mosca, operavano sul territorio ucraino nelle città di Kramators'k e Slov"jans'k. Il 16 aprile, il presunto numero di russi delle forze speciali delle truppe era 450.

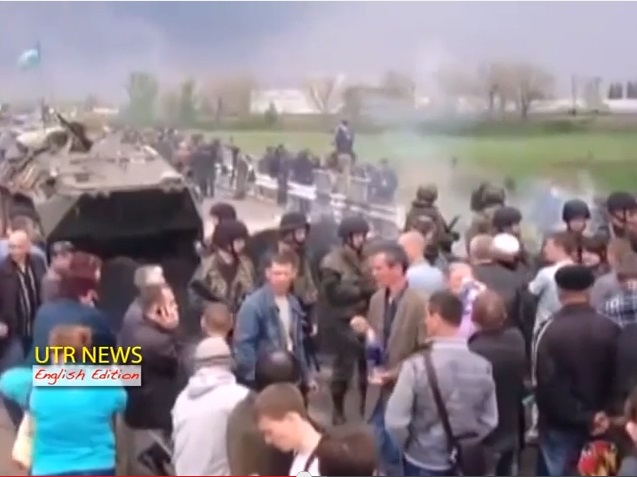
I civili bloccano militari ucraini vicino Slov"jans'k, aprile 2014

Entro il 16 aprile, l'operazione 'anti-terrorismo' condotta dal governo ucraino nell'Oblast' di Donec'k aveva colpito alcuni ostacoli. I manifestanti sequestrarono veicoli blindati ucraini a Kramators'k, e allontanarono i soldati da Slov"jans'k.
Durante la notte del 16 aprile, circa 300 manifestanti filo-russi attaccarono un'unità militare ucraina a Mariupol', lanciando bombe Molotov. Il ministro degli Interni Arsen Avakov disse che le truppe furono costrette ad aprire il fuoco, causando l'uccisione di tre degli attaccanti.
La Dichiarazione di Ginevra del 17 aprile non comportò la fine delle occupazioni degli edifici governativi nell'Oblast' di Donec'k. Due gruppi filo-russi a Mariupol' disse che si 'sentivano traditi' dall'azione intrapresa a Ginevra. Una tregua dichiarata per la Pasqua venne rotta da un attacco contro un posto di blocco separatista a Slov"jans'k, infiammando ulteriormente le tensioni.
La situazione rimase tesa il 23 aprile, con l'occupazione di edifici governativi in corso in tutta la regione. Osservatori dell'OSCE osservarono che l'edificio dell'amministrazione comunale, la sede del SBU, e la stazione di polizia a Slov"jans'k rimasero pesantemente fortificati da gruppi di uomini armati con maschere e armi automatiche. La città rimase tranquilla, senza che si verificassero proteste. Tuttavia, gli osservatori credevano che la città rimase sotto sorveglianza pesante, da persone sia in uniforme che in maschera, ma anche da molte persone in abiti civili. Un residente disse che la gente a Slov"jans'k aveva paura di discutere le sue opinioni sugli occupanti.

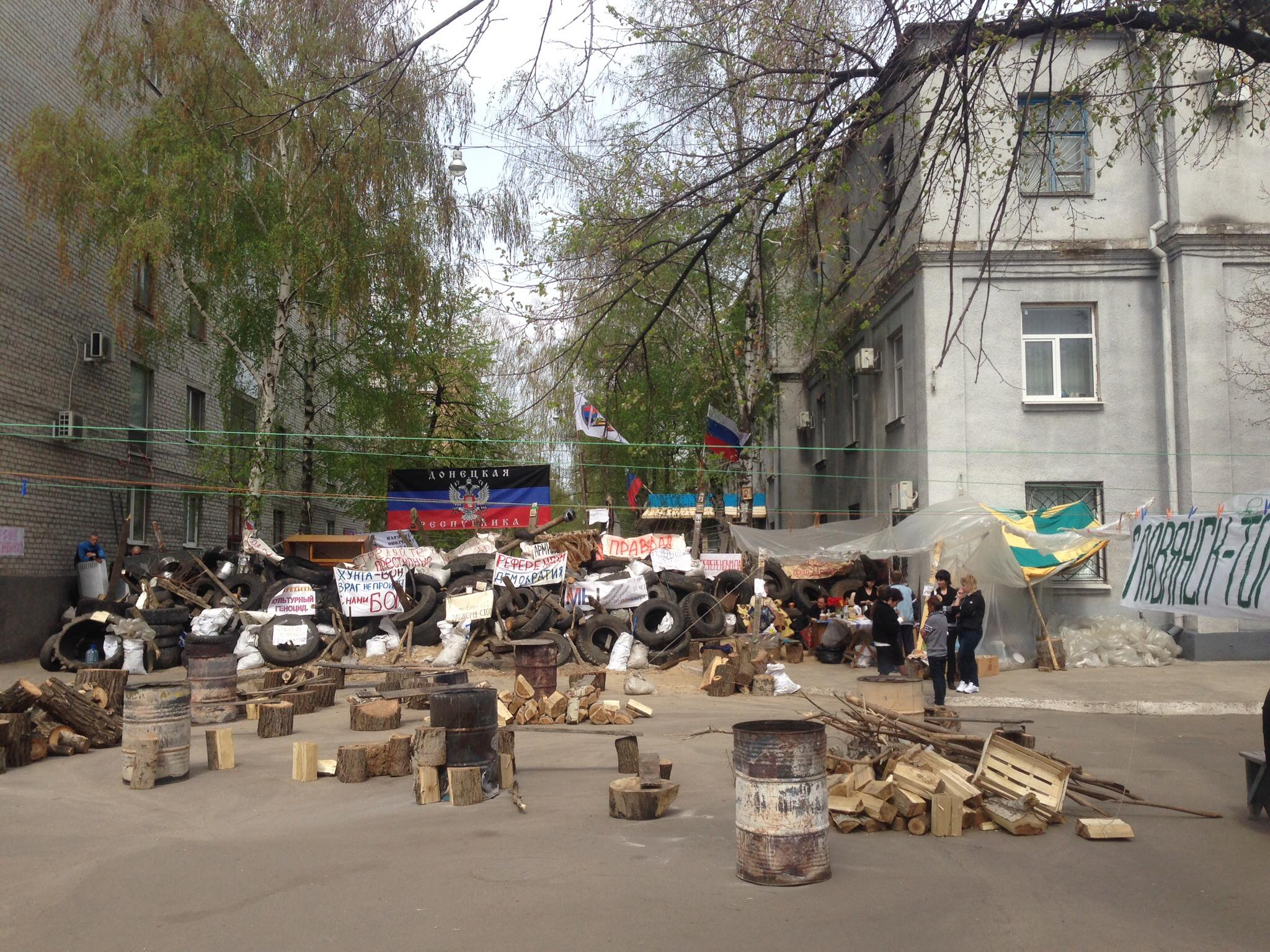
Barricata a Slov"jans'k, 23 aprile 2014

Il 24 aprile, le forze ucraine fecero una serie di "attacchi d'ispezione" dentro Slov"jans'k contro gli insorti. Il separatista autoproclamatosi sindaco della città, Vjačeslav Ponomarëv, dichiarò in risposta che 'Faremo Stalingrado fuori di questa città'. Il governo ucraino precisò poi il 25 aprile che avrebbe 'completamente bloccato la città di Slov"jans'k', e continuò l'operazione 'anti-terrorismo'. Tra le crescenti tensioni, i separatisti di Slov"jans'k catturarono sette osservatori internazionali in missione militare di verifica OSCE in Ucraina, che avevano viaggiato in città su un autobus, insieme con l'autista dell'autobus e cinque soldati ucraini di scorta. I giornalisti vennero trattenuti presso l'edificio occupato del SBU. L'accesso alla città rimase senza restrizioni, nonostante il presunto blocco dell'esercito ucraino, con barricate separatiste presidiate da meno persone rispetto ai giorni precedenti. I residenti locali dissero che l'amministrazione separatista a Slov"jans'k non forniva servizi amministrativi per i cittadini.
Volantini diffusi dalla Repubblica Popolare di Donec'k vennero distribuiti il 26 aprile, notificando ai cittadini di un referendum sulla questione se supportavano la proclamazione della "sovranità statale" della Repubblica o meno che si sarebbe tenuto l'11 maggio. La mattina del giorno successivo, due membri della missione di monitoraggio speciale dell'OSCE vennero tenuti da un gruppo di uomini disarmati dalla Milizia Popolare del Donbass a Jenakijeve. Vennero portati al municipio occupato, interrogati, e poi rilasciati dopo che una lettera inviata dall'ufficio della missione a Kiev confermò le credenziali degli osservatori. Una grande manifestazione pro-governo nella città di Donec'k marciò in segno di protesta contro la violenza nell'Oblast' di Donec'k, e il tentato assassinio del sindaco di Charkiv Hennadiy Kernes il 28 aprile. La manifestazione venne rapidamente e violentemente interrotta da separatisti armati di mazze da baseball, spranghe di ferro, petardi e scudi.

#### Seconda controffensiva

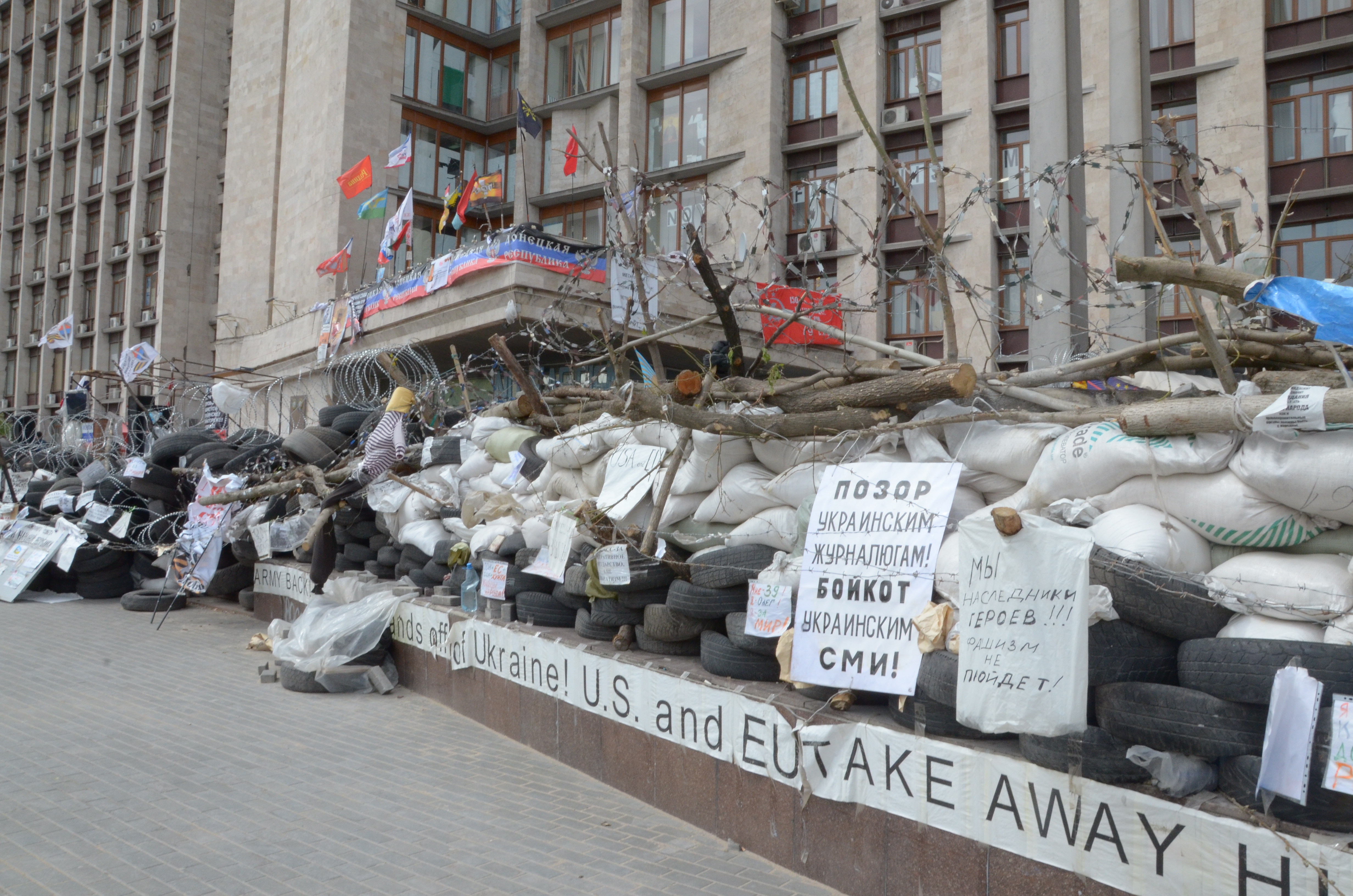
La barricata fuori dalla RSA di Donec'k con slogan anti-occidentali.

Una nuova controffensiva delle forze governative a Slov"jans'k durante la mattina presto del 2 maggio provocò l'abbattimento di due elicotteri governativi, e alcune vittime da entrambe le parti. Come risultato, le forze ucraine guadagnarono il controllo di tutti i posti di blocco separatisti, e di metà della città. Il presidente Oleksandr Turčynov disse che molti separatisti erano stati "uccisi, feriti e arrestati". La mattina presto del giorno successivo, la controffensiva allora mirò a Kramators'k, e ad Andriïvka. I gravi combattimenti portarono alla riconquista degli edifici occupati a Kramators'k da parte delle forze governative, e almeno dieci separatisti vennero dichiarati morti a Andriïvka.
Mentre gli scontri continuavano nell'Oblast' di Donec'k, tutti gli osservatori internazionali militari che erano stati tenuti a Slov"jans'k vennero rilasciati da Vjačeslav Ponomarëv il 3 maggio. Lo stesso giorno, i manifestanti nella città di Donec'k presero d'assalto e occuparono l'ufficio del presidente del governo regionale, imprese private e la sede del SBU, rompendo finestre e saccheggiando gli archivi come atto di vendetta per gli scontri a Odessa.
Kramators'k fu rioccupata dai miliziani il 4 maggio, e Slov"jans'k vide nuovi scontri, il 5 maggio, che causarono la morte di quattro soldati ucraini. Aspri combattimenti si svolsero a Mariupol' dal 5 maggio. Sui manifesti ricoperti sull'amministrazione comunale occupata si leggeva "OSCE vattene" o "OSCE tu imbrogli". Come parte della controffensiva, le forze governative riconquistarono l'edificio il 7 maggio, ma poi lo lasciarono, consentendo ai separatisti di rioccuparlo rapidamente.
Gli edifici occupati a Donec'k erano stati pesantemente fortificati entro il 6 maggio, e l'Aeroporto Internazionale di Donec'k venne chiuso a tutto il traffico. Il centro regionale di radiodiffusione televisiva rimase occupato da una trentina di insorti mimetizzati con AK-47. Un BTR-70 venne parcheggiato all'esterno dell'edificio, con barricate fatte di sacchi di sabbia e pneumatici. Una presenza simile venne osservato presso l'edificio della RSA.
Il 7 maggio, il presidente russo Vladimir Putin chiese ai separatisti di ritardare il referendum sullo status di Donec'k previsto l'11 maggio. Denis Pušilin, il leader della Repubblica Popolare di Donec'k, disse che il referendum non sarebbe stato ritardato. In risposta, il primo ministro ucraino transitorio Arsenij Jacenjuk riferì le parole di Putin "aria calda", e promise che la contro-offensiva a Donec'k sarebbe continuata.
Un esteso scontro scoppiò a Mariupol' il 9 maggio, quando le truppe governative lanciarono un attacco contro una stazione di polizia nella città, con la conseguente uccisione di almeno venti persone. Questi vennero descritti dal governo ucraino come "militanti" e "terroristi ", anche se alcuni residenti locali dissero che erano manifestanti disarmati.

#### Referendum

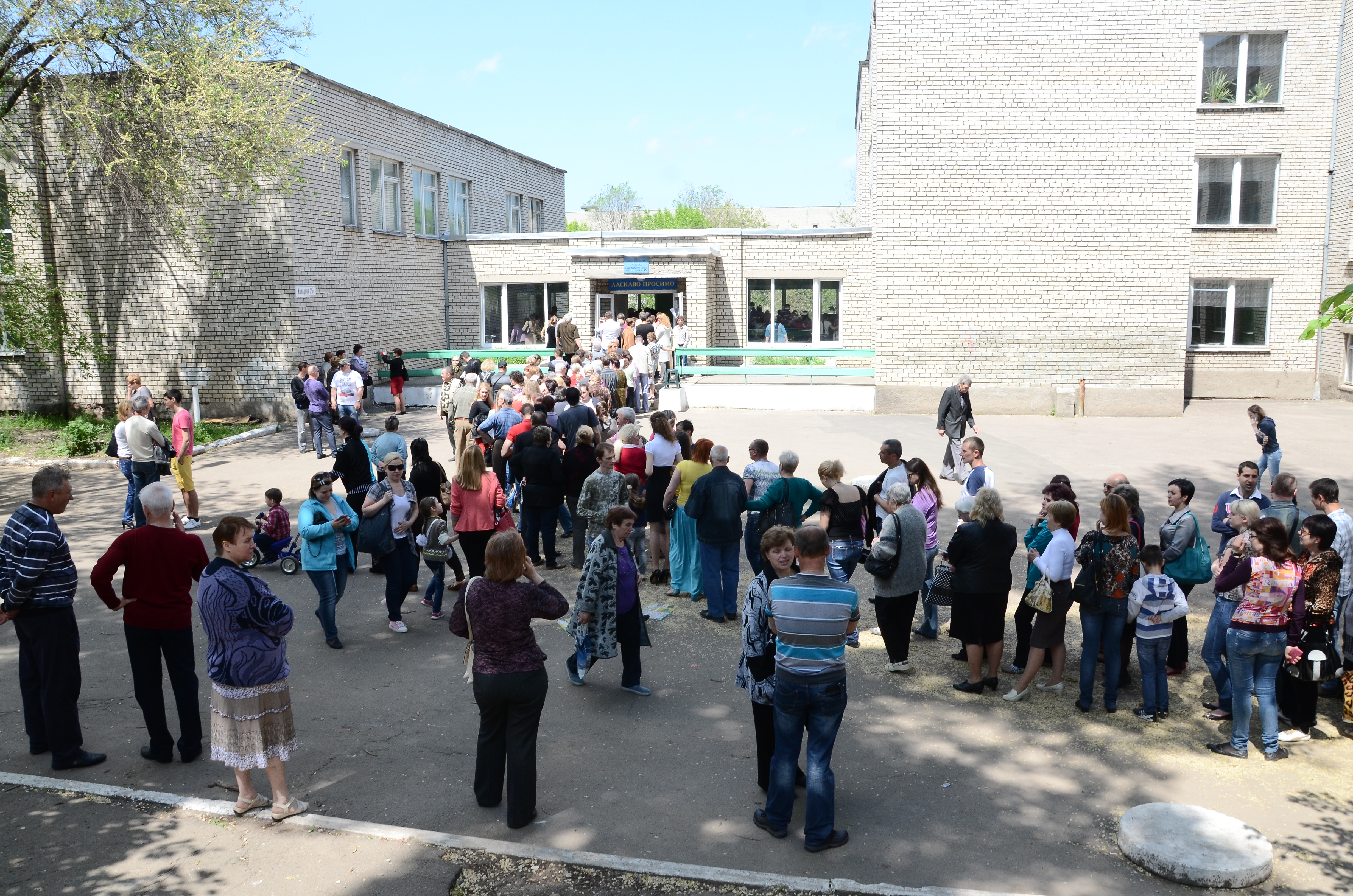
Una fila per entrare ad un seggio elettorale a Donec'k, 11 maggio

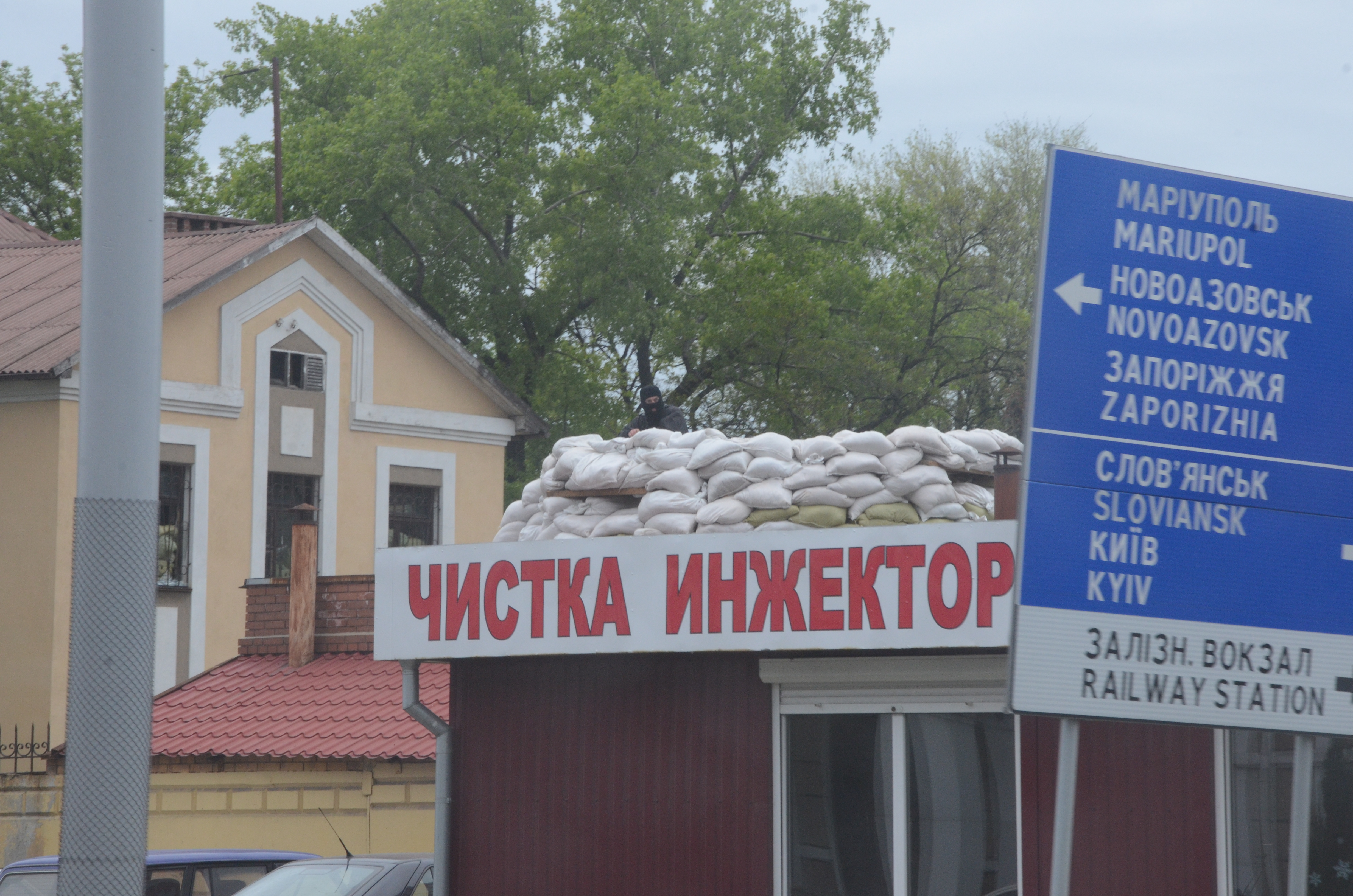
Postazione degli insorti a Donec'k, che mostra anche un cartello stradale che indica le principali aree di conflitto: Slov"jans'k e Mariupol'.

Il contestato referendum sullo status dell'Oblast' di Donec'k si tenne l'11 maggio. Secondo i rappresentanti della Repubblica Popolare di Donec'k, l'89% votò a favore dell'autogoverno, e il 10% votò contro. L'affluenza alle urne venne dichiarata essere al 75%. Gli osservatori dell'OSCE non rispettarono il referendum, dato che la situazione a Donec'k dopo la scaramuccia a Mariupol' venne dichiarata essere "volatile", costringendoli a limitare le loro operazioni nella regione. Dopo che i risultati vennero annunciati, il leader della Repubblica Denis Pušilin disse che "tutte le truppe militari ucraine della regione saranno considerate forze di occupazione". In risposta alla debolezza percepita dell'esercito ucraino, alcuni ucraini che si opponevano agli insorti formarono il "2º Battaglione operazioni speciali "Donbass", sul modello dei gruppi partigiani ucraini che combatterono sia contro il Reich tedesco sia contro l'Unione Sovietica durante la seconda guerra mondiale.
I metalmeccanici e le guardie di sicurezza della Metinvest, insieme con la polizia locale, iniziarono pattugliamenti congiunti nella città di Mariupol' il 15 maggio. Questi gruppi costrinsero gli insorti ad uscire dagli edifici che occupavano. Un rappresentante dei sostenitori della Repubblica Popolare di Donec'k di Mariupol', Denis Kuzmenko, era parte di un accordo che portò a quest'affitto degli edifici dagli insorti, ma un comandante locale di quegli insorti che stavano occupando l'edificio disse che "qualcuno sta cercando di seminare discordia tra noi, qualcuno ha firmato qualcosa, ma noi continueremo la nostra battaglia", e che "tutti erano scappati". Si potevano vedere metalmeccanici rimuovere barricate dal centro della città, e anche ripulire l'edificio amministrativo della città bruciato. La mattina del 16 maggio, i giornalisti dell'Associated Press non poterono trovare alcuna traccia degli insorti nel centro di Mariupol'. Il 16 maggio, però, sembrò che i separatisti non fossero stati banditi dalla città, dato che i giornalisti del Washington Post dissero che circa un centinaio di attivisti filo-russi si erano riuniti sulla scalinata del palazzo dell'amministrazione comunale, e che la bandiera separatista continuava a sventolare su di esso.
Rinat Achmetov, oligarca e proprietario della Metinvest, invocò per proteste non-violente contro i separatisti nel Donbass il 19 maggio. In risposta a questa chiamata, le automobili vennero riunite di fronte al palazzo della RSA di Donec'k e suonarono continuamente il clacson. Gli osservatori dell'OSCE dissero che alcune persone anziane lanciarono pietre e bottiglie d'acqua presso le auto che passavano dalla RSA. Un altro gruppo di trenta persone al di fuori della RSA cantò lo slogan "Achmetov è un nemico del popolo" tenendo striscioni che dicevano "Achmetov è un ladro ed è un sostenitore del fascismo" e "Sei uno schiavo di Achmetov?"
Lo stato confederale della Novorossija venne proclamato da Pavel Gubarev il 22 maggio, incorporando sia la Repubblica Popolare di Donec'k sia la Repubblica Popolare di Luhans'k. "Nuova Russia" (Russo: Novorossiya) rievoca un termine usato da parte dell'Impero russo per riferirsi all'Ucraina orientale e meridionale attuali. Pochi giorni dopo, il 26 maggio, scoppiò un'accesa battaglia tra i ribelli separatisti che erano in controllo dell'Aeroporto Internazionale di Donec'k e le forze governative ucraine. Circa cinquanta insorti vennero uccisi nei combattimenti, che li portarono a perdere il controllo dell'aeroporto. Paramilitari ceceni, insieme ad altri provenienti dalla Russia, combatterono le forze ucraine durante la battaglia. Secondo Artur Gasparian, un membro del gruppo insurrezionale che aveva posseduto l'aeroporto, la maggior parte delle perdite separatisti erano dovute a fuoco amico.
I membri del battaglione Vostok, il gruppo di ribelli filo-russo che combatté le forze ucraine nell'aeroporto, prese il controllo del palazzo della RSA di Donec'k il 28 maggio, e rimosse i leader della Repubblica Popolare di Donec'k. I partecipanti all'azione dissero che si trattava di una "misura di emergenza" per fermare "un forte aumento dei saccheggi e della criminalità, così come il disordine all'interno della leadership". Venne vista la liberazione delle barricate e dei rifiuti lasciati da quelli precedentemente nel controllo dell'edificio.

#### Il perdurare degli scontri

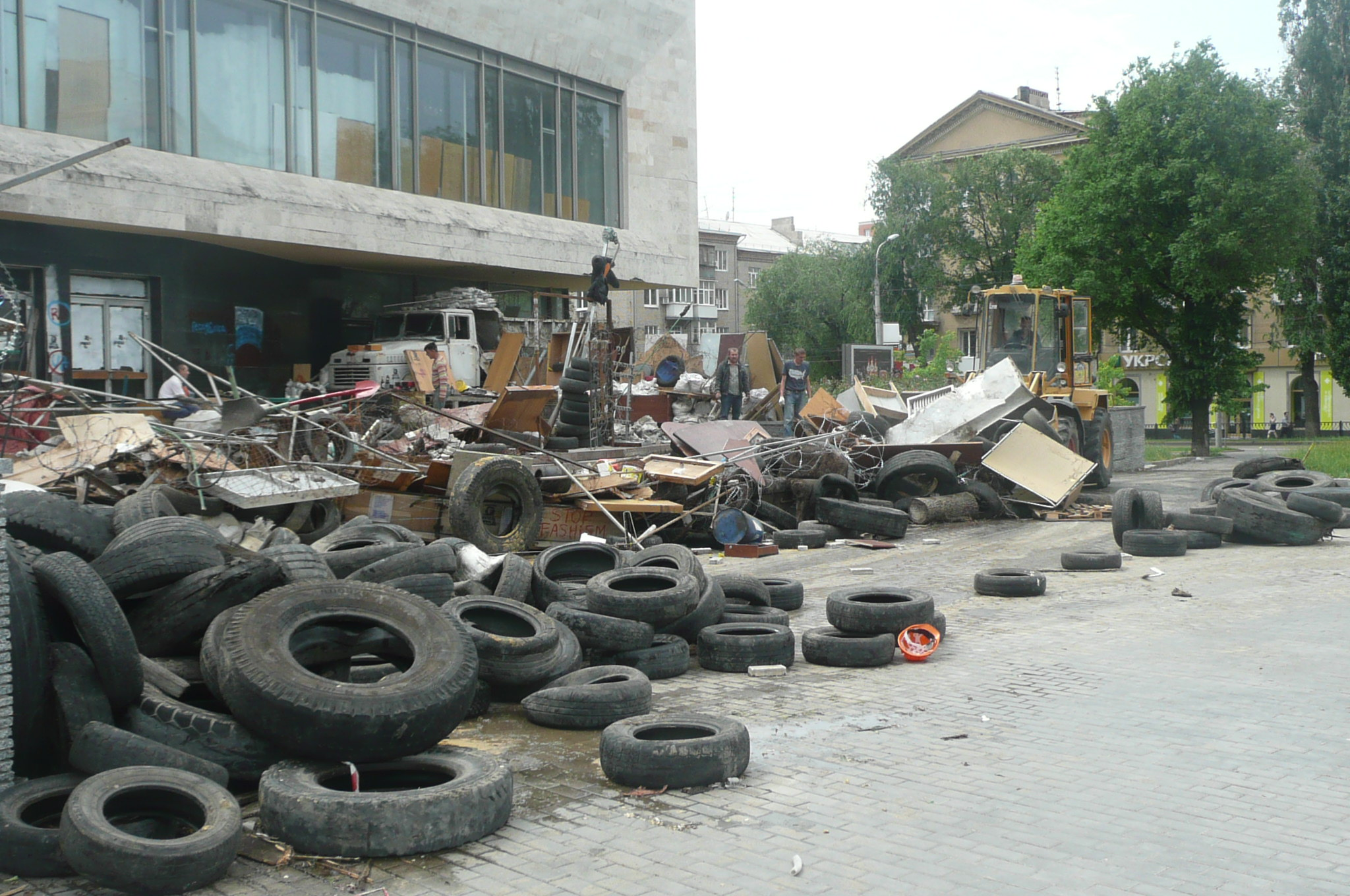
Membri del battaglione Vostok smantellano la barricata alla RSA di Donec'k il 3 giugno.

I combattimenti continuarono con il mese di giugno. Come parte del piano di pace in quindici punti del presidente ucraino Petro Porošenko, un cessate il fuoco frequentemente rotto si estese dal 20 giugno al 30. Una rinnovata offensiva del governo dopo la rottura della tregua comportò pesanti perdite per i separatisti, costringendoli a ritirarsi dal nord dell'Oblast' di Donec'k, tra cui molte città che erano sotto il loro controllo da Aprile, come ad esempio Slov"jans'k, Družkivka, Kostjantynivka, e Kramators'k.

#### Attacchi ai giornalisti
Ci furono una serie di attacchi contro membri della stampa da parte di membri dei separatisti a Donec'k. Il 10 aprile, i manifestanti fuori dalla RSA di Donec'k attaccato i giornalisti bielorussi per aver parlato la lingua bielorussa, e non il russo; i giornalisti ucraini furono costretti a parlare russo per evitare di irritare i manifestanti filo-russi. Attaccarono presumibilmente anche i giornalisti di Russia Today, ma RT non raccontò la storia. Giorni dopo il 12 aprile, un gruppo di 150 persone sostenne che i militanti armati al di fuori della stazione di polizia di Slov"jans'k erano ostili ai giornalisti, dicendo loro di "tornare a Kiev ".
Un uomo sconosciuto fece fuoco sull'auto del redattore-capo di News of Donbass. L'editore aveva ricevuto minacce anonime dai separatisti. Il 19 aprile, gli uffici del giornale locale Pro Gorod a Torez, 80 chilometri a sud-est di Donec'k, vennero incendiati.
I separatisti incendiarono gli uffici del giornale Provintsia a Kostjantynivka il 23 aprile, dopo aver precedentemente molestato il personale del giornale e etichettandoli come membri di Pravyj Sektor. Stepan Chirich, un giornalista bielorusso per il canale russo NTV scomparve nell'Oblast' di Dnipropetrovs'k. Un altro giornalista, Evgenij Gapich, fotografo per il giornale Reporter da Ivano-Frankivs'k, scomparve ad Horlivka. La sua destinazione è sconosciuta, ma presumibilmente venne tenuto in detenzione dalle forze separatiste a Slov"jans'k. Inoltre, Simon Ostrovsky, un giornalista con Vice News, venne catturato da persone non identificate in uniforme a Slov"jans'k, e rilasciato dopo quattro giorni.
Un rapporto di Human Rights Watch criticò il governo ucraino per "gli arresti seriali dei giornalisti russi in Ucraina".

### Oblast' di Luhans'k

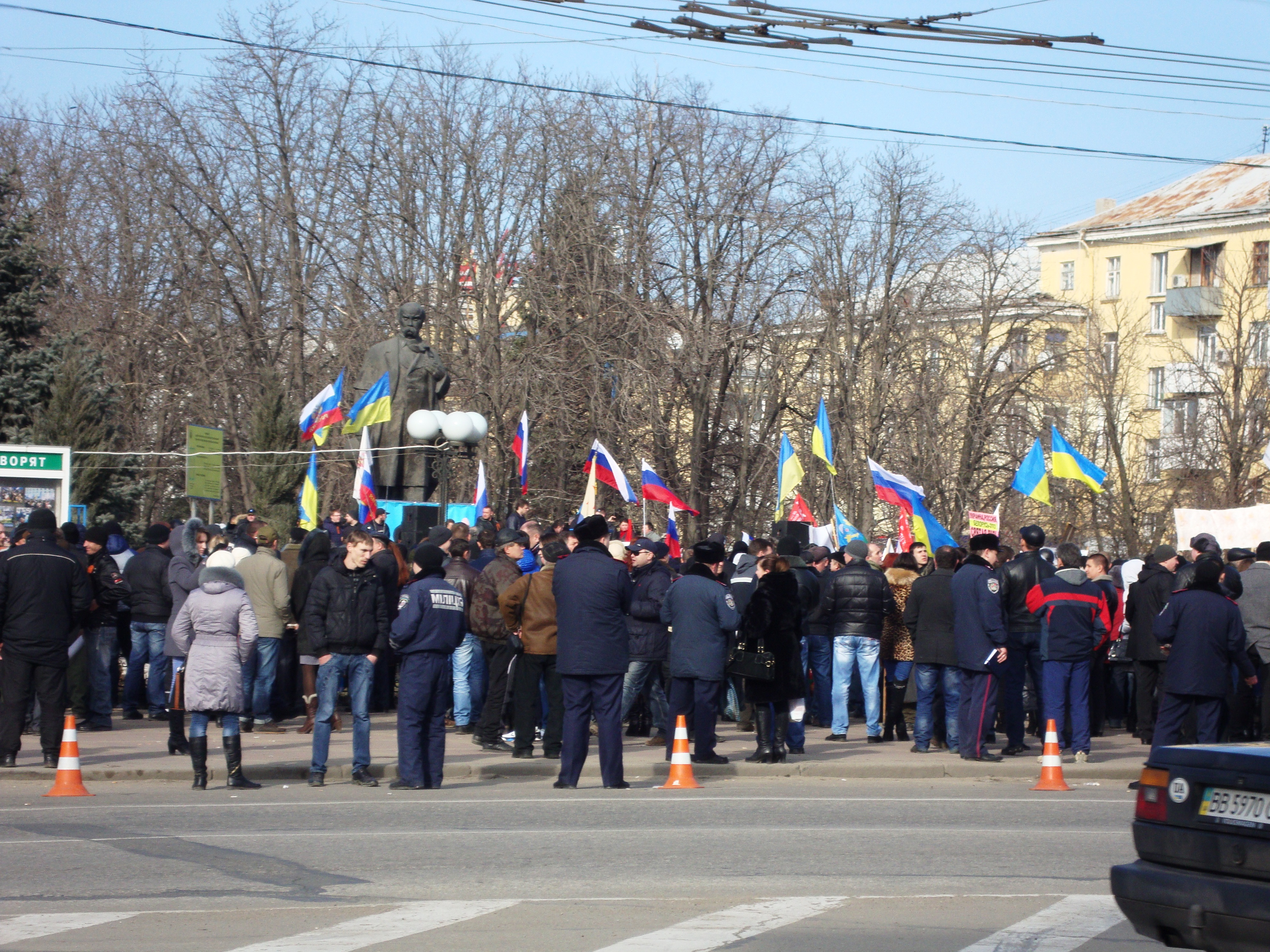
Manifestanti intorno alla statua di Taras Ševčenko sulla Piazza degli Eroi a Luhans'k, sventolando entrambe le bandiere russa e ucraina, 1º marzo 2014

In segno di protesta contro l'annullamento della proposta di legge della lingua regionale, l'amministrazione regionale dell'Oblast' di Luhans'k votò per esigere che alla lingua russa venisse dato lo status di lingua ufficiale. Chiesero anche l'arresto della persecuzione degli ex ufficiali del Berkut, il disarmo delle unità di autodifesa Maidan, e il divieto di un certo numero di organizzazioni politiche di estrema destra, come Svoboda e UNA-UNSO. Nel caso in cui le autorità non avessero rispettato le richieste, l'amministrazione dell'Oblast' si sarebbe riservata il "diritto di chiedere aiuto al popolo fraterno della Federazione Russa".
Gli edifici governativi a Luhans'k vennero occupati più volte. Una pacifica manifestazione pro-Maidan sulla Piazza degli Eroi all'esterno dell'edificio dell'amministrazione comunale di Luhans'k, venne attaccata da contro-manifestanti anti-Maidan il 9 marzo. Gli aggressori poi presero d'assalto l'edificio, e l'occuparono, ma vennero prontamente rimossi dalle forze del governo. La sede locale del Servizio di sicurezza dell'Ucraina (SBU) fu occupata il 6 aprile, insieme all'armeria della SBU con oltre 300 mitragliatrici. Gli attivisti pro-russi discussero i piani per una Repubblica Parlamentare di Luhans'k in data 8 aprile 2014. 1 500 persone vennero coinvolte nell'occupazione dell'edificio. Gli occupanti si riferivano a loro stessi come Esercito del Sud-Est. (russo: Армия Юго-Востока). Secondo The Guardian, il personale include ex membri della polizia speciale Berkut.
L'atmosfera rimase tesa a Luhans'k il 14 aprile. Nel corso della mattinata, fino a 300 persone vennero viste all'ingresso del palazzo del SBU. Non vi fu alcuna indicazione che i manifestanti filo-russi a Luhans'k avrebbero promulgato i termini della Dichiarazione di Ginevra sull'Ucraina, e le dimostrazioni continuarono. Coloro che occupavano l'edificio del SBU dissero agli osservatori dell'OSCE il 20 aprile che avrebbero smobilitato una volta che gli edifici occupati a Kiev sarebbero stati lasciati liberi dai sostenitori dell'Euromaidan. Gli osservatori incontrarono anche un posto di blocco vicino al villaggio di Rajhorodka, nel distretto di Novoajdar. Era presidiato da una decina di persone in abiti civili, tra cui il prete ortodosso locale. Dichiararono che avevano istituito il posto di blocco il 14 aprile per proteggere il loro villaggio da eventuali incursioni dei separatisti. Un comandante dell'esercito ucraino indicò che nessun incidente si era verificato al posto di blocco fino a quel momento, ma che individui armati sconosciuti erano stati visti avvicinarsi nella notte.
Una manifestazione davanti al palazzo del SBU per eleggere un ''governo del popolo'' a Luhans'k si verificò il 21 aprile. Alla manifestazione, i manifestanti chiesero un referendum per l'11 maggio sullo stato dell'Oblast' di Luhans'k con tre opzioni: essere parte di una Federazione ucraina, aderire alla Federazione Russa o rimanere parte di un'Ucraina unita. Circa 1 500 partecipanti vennero visti al culmine del raduno. I leader del raduno dissero che non erano separatisti, e cercarono una soluzione pacifica, che avrebbe consentito a Luhans'k di rimanere all'interno dell'Ucraina.
La missione di monitoraggio OSCE riferì che la situazione a Luhans'k il 23 aprile era 'stabile', e che l'area intorno all'edificio del SBU occupato era 'tranquilla'. Gli osservatori incontrarono i rappresentanti di una organizzazione non governativa che dicevano di aver dovuto stare tenuti prigionieri per sei ore all'interno dell'edificio il 21 aprile, e che circa 100 uomini in divisa non contrassegnati con mitragliatrici erano presenti al suo interno al momento.

#### Intensificazione

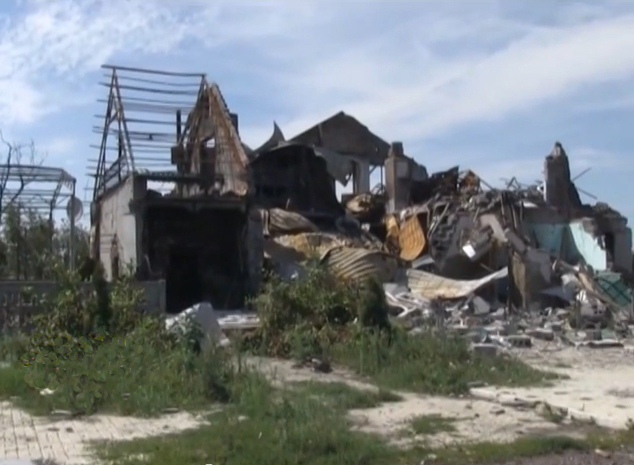
Casa distrutta nel Donbass, 22 luglio 2014

Diverse centinaia di manifestanti che si erano radunati all'esterno dell'edificio del SBU occupato proclamarono la "Repubblica Popolare di Luhans'k" il 27 aprile. Chiesero che il governo ucraino prevedesse l'amnistia per tutti i manifestanti, sancisse il russo come lingua ufficiale, e indicasse un referendum sullo status della regione. Emisero un ultimatum che dichiarò che se Kiev non avesse soddisfatto le loro richieste entro le ore 14:00 del 29 aprile, avrebbero lanciato una rivolta in tandem con quello della Repubblica Popolare di Donec'k.
Poiché queste richieste non vennero soddisfatte, da 2 000 a 3 000 manifestanti presero d'assalto l'edificio della RSA di Luhans'k il 29 aprile. In precedenza, solo l'edificio del SBU era stato preso di mira. L'edificio non era protetto all'esterno, ma un gruppo di poliziotti in tenuta antisommossa affrontò i manifestanti in un cortile interno del palazzo. Provocarono un breve stallo, ma la polizia non fece nulla per fermare i manifestanti. Una bandiera russa venne sollevata sopra l'edificio. Molti altri edifici, tra cui una stazione di polizia e l'ufficio del procuratore locale vennero poi conquistati. Venti uomini armati separatisti spararono con mitragliatrici alla stazione di polizia per costringere gli agenti all'interno alla resa. Il presidente Oleksandr Turčynov rispose alla perdita degli edifici chiedendo le dimissioni immediate dei capi della polizia a Donec'k e Luhans'k. Entro il 2 maggio, tuttavia, i manifestanti filo-russi che occupavano il consiglio comunale e il centro televisivo li abbandonarono, e l'ufficio dei procuratori venne liberato a seguito di negoziati tra le autorità e i separatisti.
Il giorno dopo, però, il leader separatista e auto-proclamato sindaco di Luhans'k Valerij Bolotov annunciò la formazione di un "Esercito del Sud-Est" per marciare su Kiev. Bolotov dichiarò anche lo stato di emergenza, introdusse il coprifuoco, il divieto sui partiti politici, e un mandato in cui le forze dell'ordine locali dovevano prestare giuramento di fedeltà a lui. In una dichiarazione video, disse "In caso questo non fosse seguito, verrete dichiarati traditori del popolo di Luhans'k e saranno adottate misure di guerra contro di voi".
Un pesante veicolo blindato GAZ Tigr blasonato con l'emblema del Partito Liberal-Democratico di Russia venne visto parcheggiato all'esterno dell'edificio della RSA l'8 maggio, insieme a uomini con uniformi militari e fucili d'assalto. Pur parlando agli osservatori dell'OSCE, il vice governatore dell'Oblast' di Luhans'k disse che la "situazione della sicurezza nella regione si sta deteriorando a causa dell'attività dei separatisti e di bande criminali". I membri della missione speciale di controllo dell'OSCE vennero poi fermati a un posto di blocco 'illegale' vicino al paese di Ščastja, e tenuti per tre ore prima di essere rilasciati.

#### Referendum
Il contestato referendum sullo status dell'Oblast' di Luhans'k si tenne l'11 maggio. Secondo i rappresentanti della Repubblica Popolare di Luhans'k, il 96,2% votò a favore dell'autogoverno, e l'affluenza alle urne fu del 75%. Valerij Bolotov, leader della Repubblica, dichiarò la "legge marziale" il 22 maggio. Gli osservatori dell'OSCE dissero che circa il 70% dei "negozi, delle caffetterie e delle banche" vennero chiusi nel centro di Luhans'k. Tali negozi che erano ancora aperti si diceva avessero esaurito alcune necessità, e il carburante non era disponibile. La polizia era del tutto assente.
Lo stato confederale della Novorossija venne proclamata da Pavel Gubarev il 22 maggio, incorporando sia la Repubblica Popolare di Donec'k che la Repubblica Popolare di Luhans'k. "Novorossija" rievoca un termine usato dall'Impero russo per riferirsi alle attuali regioni dell'Ucraina orientale e meridionale.
Esplosioni colpirono l'edificio RSA a Luhans'k il 2 giugno, uccidendo otto persone e ferendone ventotto. i media russi riferirono che le esplosioni vennero causate da un attacco aereo da parte delle forze governative ucraine. Funzionari del governo ucraino lo negarono, e dissero che gli insorti avevano sparato un missile antiaereo su sé stessi. Il giorno dopo, la missione di monitoraggio speciale dell'OSCE disse che sulla base dell'"osservazione limitata", gli "attacchi erano il risultato di un razzo non-guidato sparato da un aereo". Otto civili vennero uccisi.

### Oblast' di Kharkiv

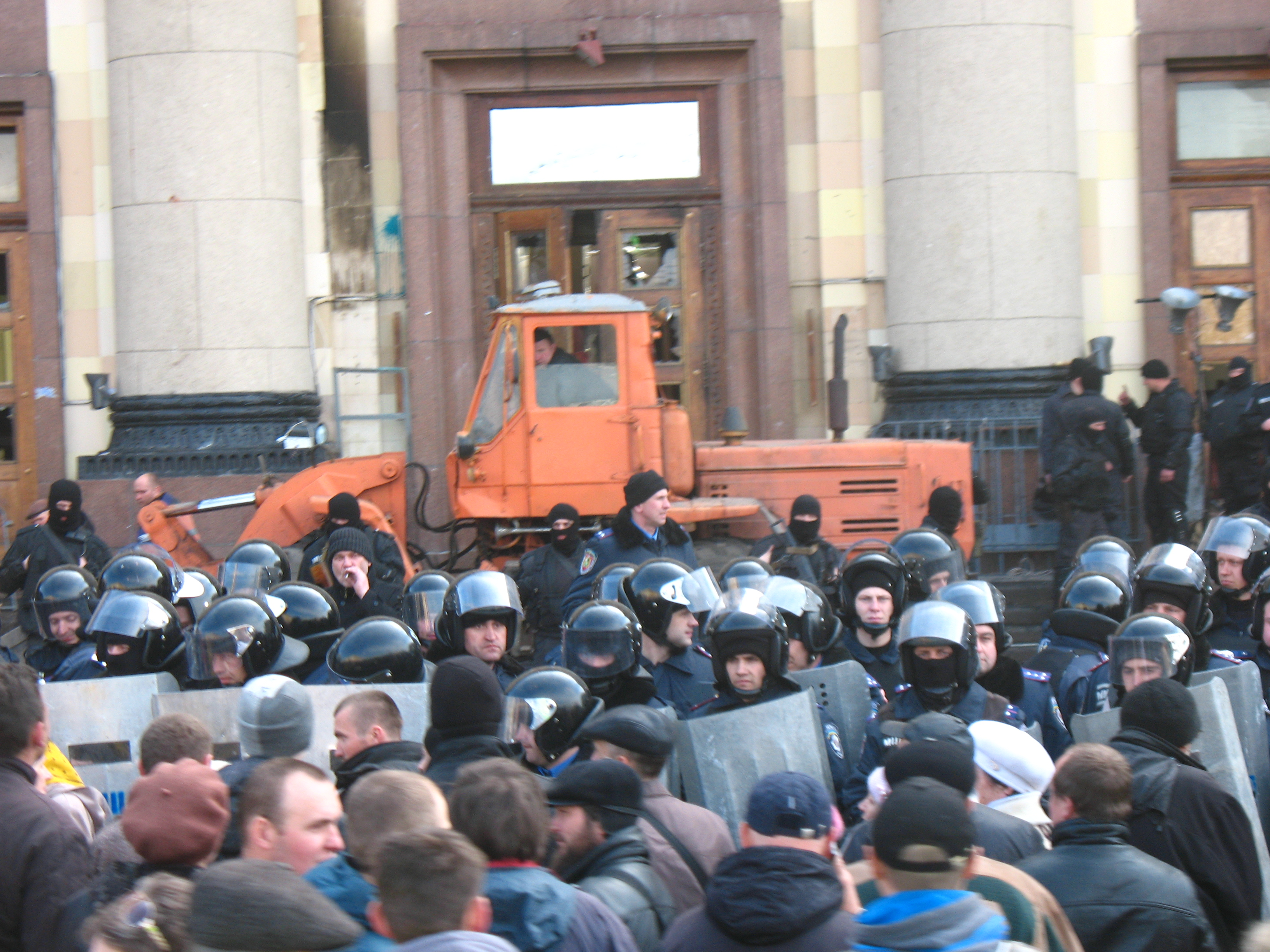
Manifestanti pro-russi a Charkiv, 8 aprile 2014

Le proteste sono in corso nell'Oblast' di Charkiv, e l'edificio regionale amministrazione statale è stato occupato più volte.
I manifestanti filo-russi che occupavano l'edificio dell'amministrazione statale regionale di Charkiv dichiararono unilateralmente l'indipendenza dalla Ucraina come "Repubblica Popolare di Charkiv" il 7 aprile 2014. Il giorno successivo, settanta manifestanti vennero arrestati e l'edificio della RSA fu ripreso dalle forze speciali ucraine.
1 000 manifestanti filo-russi tornarono alla sede della RSA il 13 aprile, e si radunarono intorno ad esso, con qualcuno all'interno. I manifestanti poi si asserragliarono all'interno dell'edificio con il sindaco pro-separatista Hennadij Kernes. Nel corso della giornata, Kernes dichiarò il suo sostegno a un referendum e all'amnistia per i separatisti di Charkiv arrestati. Almeno 50 manifestanti pro-ucraini, che avevano trattenuto manifestazioni concomitanti, vennero duramente picchiati in attacchi da parte dei manifestanti filo-russi. Vennero uditi spari ed esplosioni di granate. Video mostrarono tre persone coperte di sangue che si tenevano sulle scale della stazione della metropolitana, e dei separatisti che venivano su di loro, li calciavano e gridavano "non sono esseri umani!"
Secondo un rapporto dell'Organizzazione per la sicurezza e la cooperazione in Europa in missione di monitoraggio il 19 aprile, non vennero visti manifestanti di fronte al palazzo della RSA dal 13 aprile. In una sessione della Corte d'Appello della Città di Charkiv il 17 aprile, venne stabilito che 43 dei 65 manifestanti arrestati dalle autorità in seguito all'acquisizione del fabbricato della RSA l'8 e il 9 aprile sarebbero rimasti in custodia. Le sentenze per altri 16 vennero modificate in arresti domiciliari. Tre detenuti vennero rilasciati su cauzione, mentre i tre rimanenti erano stati in precedenza condannati agli arresti domiciliari.

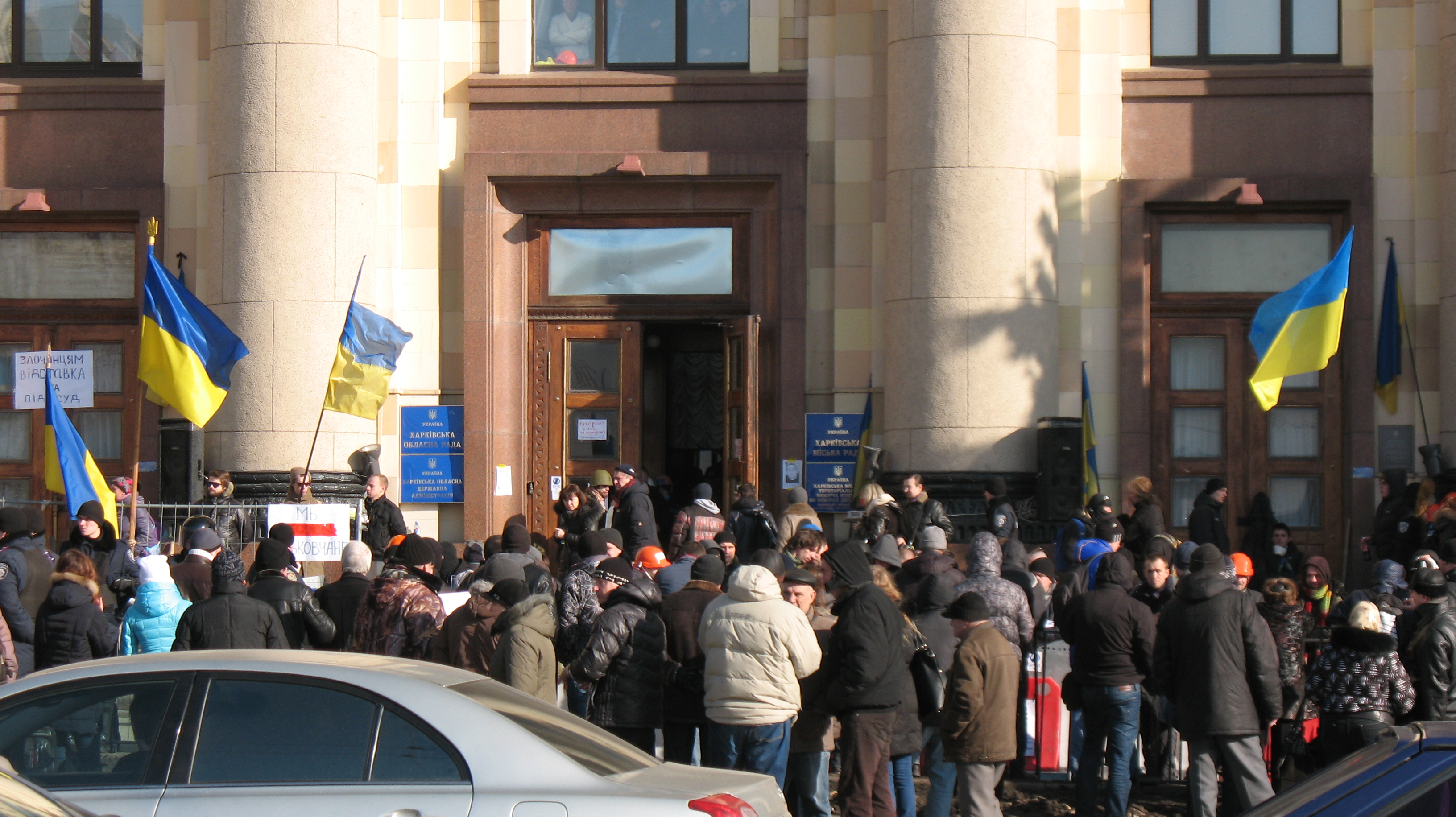
Manifestanti pro-ucraini a Charkiv, febbraio 2014

Charkiv rimase calma durante il fine settimana del 19-20 aprile anche se una piccola, tranquilla protesta filo-russa si svolse nella Piazza della Libertà. Le dimostrazioni continuarono a Piazza della Libertà, con il raduno di 500 persone il 21 aprile per eleggere un 'governo del popolo'. Il peggioramento delle condizioni economiche in Ucraina vennero citate dai partecipanti come un impulso per le manifestazioni. Essi chiesero le dimissioni del sindaco della città e del pubblico ministero, nonché il ritorno di Viktor Janukovyč. Vladimir Varšavskij venne eletto 'governatore popolare'.
Manifestazioni più pacifiche si svolsero la mattina del 23 aprile, con dimostrazioni sia anti-governative che filo-governative che si tennero nel centro di Charkiv. Ad ogni manifestazione parteciparono circa 400 persone. Circa 150 manifestanti contro le indennità statali si riunirono all'esterno dell'edificio del consiglio comunale in Piazza della Costituzione in concomitanza con le manifestazioni. Più tardi quel giorno, oltre 7 000 cittadini tennero una manifestazione nello stesso punto per sostenere l'unità e l'integrità territoriale dell'Ucraina. La situazione complessiva a Charkiv rimase calma, anche se la polizia rimase in allerta. Un piccolo gruppo di polizia antisommossa venne vista a guardia del palazzo della RSA il 25 aprile, anche se la presenza della polizia nel suo insieme in città sembrava essere molto ridotta.
Dimostrazioni rivali di sostenitori e oppositori di uno stato ucraino unitario si verificarono il 27 aprile nella città di Charkiv. Ciò ha provocò scontri tra circa 400 oppositori e da 500 a 600 sostenitori del governo ucraino. La polizia tentò di sedare i disordini senza avere successo.

#### Attentato a Hennadiy Kernes
Il sindaco di Charkiv, Hennadij Kernes, venne colpito alla schiena mentre era in bicicletta il 28 aprile. Egli venne dichiarato essere in "grave, ma stabile" condizione. Kernes era conosciuto come uno strenuo oppositore dell'Euromaidan. Tuttavia, egli aveva anche affermato di non aver sostenuto l'insurrezione filo-russa, e che sosteneva un'Ucraina unita. Mychajlo Dobkin, ex governatore dell'Oblast' di Charkiv e potenziale candidato presidenziale ucraino, disse "Se vuoi sapere la mia opinione, non stavano sparando contro Kernes, ma contro Charkiv", e disse che la sparatoria era un tentativo di destabilizzare quella che era altrimenti una regione relativamente tranquilla.

#### Le proteste continuano

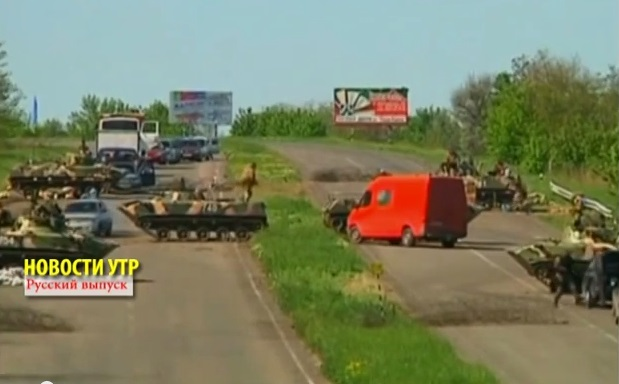
Posti di blocco militari ucraini nell'oblast' di Donec'k, 8 maggio

Charkiv era ritornata ad una relativa calma entro il 30 aprile, non essendo stati visti lì raduni dagli osservatori dell'OSCE. Una dimostrazione minore di separatisti, di circa quattrocento persone, si tenne a Piazza della Libertà il 4 maggio. Una particolare maggiore presenza della polizia rimase dentro e intorno a Piazza della Libertà. Lo stesso giorno, un raduno pianificato da gruppi pro-ucraini per l'unità venne annullato a causa delle preoccupazioni circa possibili scontri sulla scia del disastro di Odessa.
Dimostrazioni di "oppositori dell'unità ucraina" con bandiere russe e sovietiche si svolsero davanti ai consolati russi e polacchi nella città di Charkiv il 26 maggio. Questi manifestanti avviarono petizioni, che dichiararono siano state firmate da 1 500 persone a Charkiv, che chiedevano all'UE e alla Russia a non riconoscere i risultati delle elezioni presidenziali Ucraine del 25 maggio. Espressero anche opposizione alle operazioni militari del governo ucraino nell'oblast' di Donec'k. Il sindaco Hennadij Kernes ritornò nella città di Charkiv il 16 giugno, dopo aver ricevuto cure mediche in Israele. L'amministrazione comunale fornì autobus per circa 1 000 persone che erano venute a salutarlo al suo ritorno.
Dimostrazioni simili a quella che ebbe luogo il 26 maggio continuarono per tutto il mese di giugno. Una tale dimostrazione ebbe luogo il 22 giugno, con 800-900 persone riunite per il 73º anniversario dell'invasione nazista dell'Unione Sovietica. I manifestanti espressero le stesse preoccupazioni circa le operazioni militari del governo ucraino per combattere i ribelli separatisti nell'oblast' di Donec'k. Allo stesso tempo, circa 1 000 persone si radunarono per l'abolizione del Partito Comunista d'Ucraina, e delle dimostrazioni pro-russe. Alcune delle persone che parteciparono a questa manifestazione avvicinarono la posizione della suddetta manifestazione filo-russa. Seguì un confronto verbale, coinvolgendo i partecipanti di entrambe le manifestazioni. Gli agenti di polizia, che stavano scortando i manifestanti pro-ucraini, disperso la folla. Trenta attivisti di entrambi i gruppi vennero temporaneamente arrestati come risultato. Il capo della sezione dell'oblast' di Charkiv del Ministero degli affari interni dichiarò il 28 giugno che circa 200 poliziotti erano stati licenziati da marzo per essere stati "in violazione della legge", con molti di loro aventi "visioni separatiste". Disse anche che l'intervento della polizia il 22 giugno era riuscito a "prevenire il macello", e che sia gli attivisti Euromaidan che gli attivisti Anti-Maidan avevano cercato di "destabilizzare la situazione". Inoltre, il governatore dell'oblast' di Charkiv Ihor Baluta ha scritto sulla sua pagina Facebook che 314 "separatisti attivi" erano stati arrestati a Charkiv dal 6 aprile. Un'altra protesta di circa 300 attivisti dell'unità ucraina ebbe luogo il 22 luglio. Si riunirono all'esterno dell'edificio della RSA con le bandiere dell'Unione europea, della NATO, e ucraina, e dissero che volevano impedire che la guerra nella regione del Donbass si espandesse nell'oblast' di Charkiv. Chiesero che i raduni dei separatisti e dei comunisti all'interno della città di Charkiv fossero vietati. Si tentò di distruggere un importante ponte nel villaggio di Hrušuvacha il 29 luglio. Il ponte non venne danneggiato nel tentativo, ma la RSA di Charkiv disse che c'erano altri complotti per effettuare "attacchi terroristici" nell'oblast' di Charkiv.
Il sindaco di Charkiv, Hennadij Kernes, concesse le chiavi della città a due cittadini russi in una sessione del consiglio comunale il 6 agosto. Questo fatto preoccupò alcune persone in città, causando una protesta di circa un centinaio di persone contro l'amministrazione della città fuori dall'edificio. La polizia trattenne i manifestanti, che tentarono di forzare la loro strada nel palazzo. I manifestanti e la polizia negoziarono, e alla fine cinque manifestanti vennero ammessi nell'amministrazione comunale per esprimere le loro rimostranze. Charkiv rimase calmo nei giorni successivi, fino al 10 agosto. In quel giorno, circa 150 persone si riunirono fuori dell'amministrazione comunale e chiesero la fine dell'operazione militare del governo nella regione del Donbass. Si tenne anche una contro-protesta, con circa 300 persone esprimenti il loro sostegno per l'opposizione militare del governo, chiedendo la dissoluzione dell'amministrazione della città e il licenziamento del sindaco. Circa un centinaio di dimostranti affiliati dell'Anti-Maidan si riunirono nella Piazza della Libertà per protestare contro la corruzione in Ucraina il 17 agosto. Uno dei relatori della protesta disse che il migliore modo per combattere la corruzione era quello di creare un "governo regionale locale", come dicevano questo eliminerebbe la necessità di "corrompere i ministri a Kiev". Una protesta concorrente nella stessa piazza vide 250 manifestanti pro-Euromaidan esprimere il loro sostegno per la lustrazione e contro l'oligarchia. I manifestanti pro-Euromaidan raccolsero anche soldi per le Forze armate dell'Ucraina, e per i profughi in fuga dalla guerra nel Donbass. Una decisione del tribunale di Charkiv vietò un raduno congiunto del Partito Comunista d'Ucraina e dell'organizzazione "Sud-Est" pianificato per il 23 agosto. "Sud-Est" venne sciolta il 20 agosto, perché ritenuta essere "una minaccia per la sovranità dell'Ucraina e la sicurezza del suo popolo" da un tribunale di Charkiv. Circa 500 persone marciarono il 23 agosto in commemorazione del Giorno della bandiera e della Giornata europea di commemorazione delle vittime dello stalinismo e del nazismo; una delle loro richieste fu lo scioglimento dell'amministrazione comunale. Una riunione pacifica di attivisti dell'unità ucraina si tenne davanti al consolato russo a Charkiv il 28 agosto. Circa 400 persone parteciparono alla manifestazione. I partecipanti si dissero preoccupati per l'intervento della Russia nella guerra del Donbass. La manifestazione venne poi dispersa dalla polizia dopo che vennero lanciate granate assordanti sul consolato.

### Oblast' di Odessa

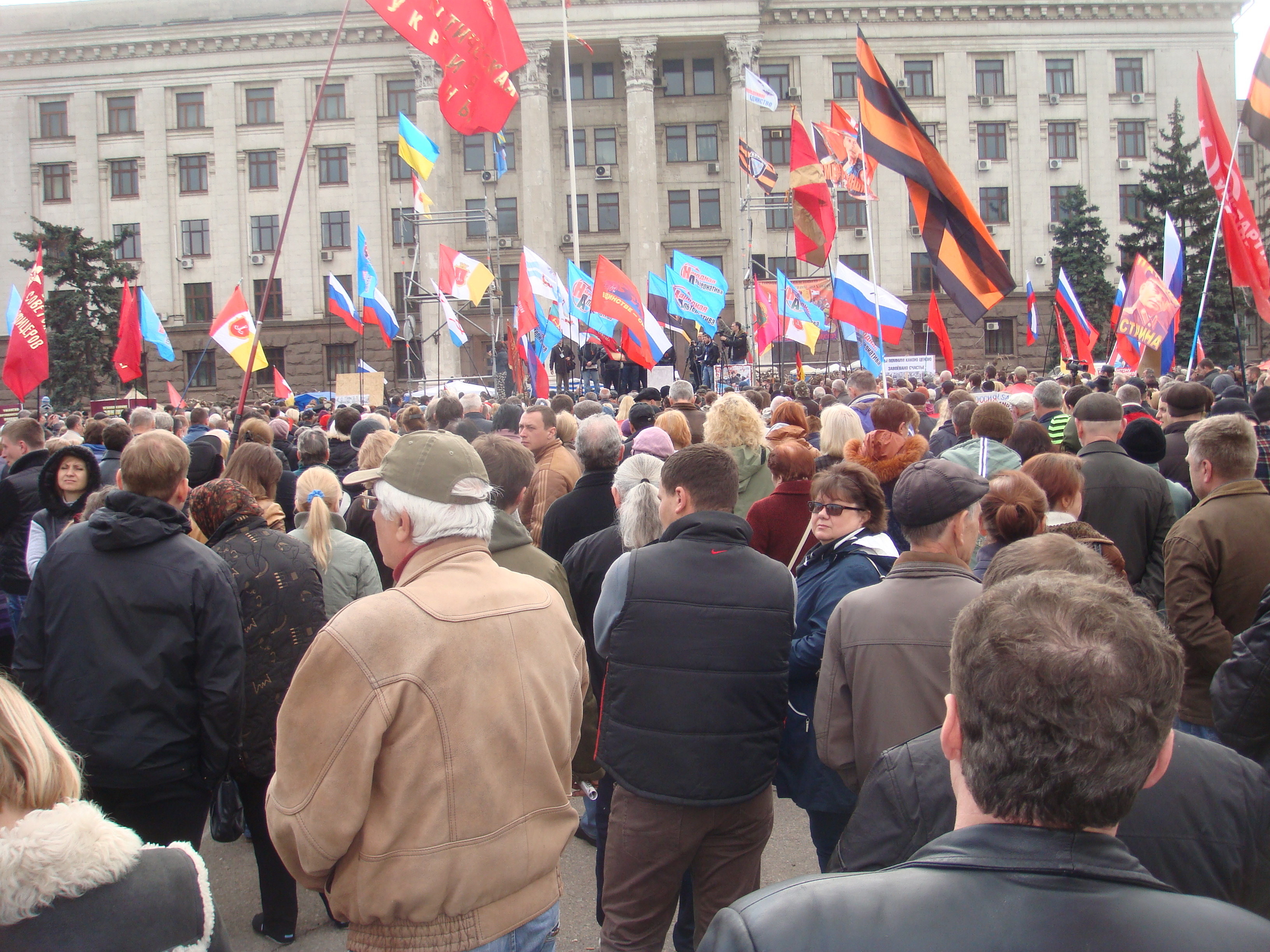
Manifestazione pro-russa a Odessa, 13 aprile 2014

Fino a 2 000 manifestanti di Euromaidan (pro-Maidan) avevano marciato contro l'edificio dell'amministrazione statale regionale (RSA) a Odessa il 26 gennaio ma vennero respinti dai sostenitori del governo e dalle barricate municipali. Il 28 gennaio l'amministrazione municipale di Odessa ha fortificato la RSA con blocchi di cemento per prevenire ulteriori incursioni. Gli scontri tra i manifestanti di Euromaidan e anti-Maidan sono continuati nel mese successivo e il 19 febbraio, circa 100 uomini non identificati che indossavano maschere ed elmetti e armati di mazze da baseball, hanno assalito una manifestazione pro-Maidan. Tre giornalisti e due cameramen sono rimasti feriti negli scontri. Un certo numero di gruppi di nazionalisti russi (Odesska Druzhyna, Anti-Maidan) erano attivi durante tutto il periodo e attivamente supportati dai politici russi di alto livello come Sergey Glazyev.
Dopo la cacciata del presidente Viktor Janukovyč da parte dei manifestanti di Euromaidan alla fine di febbraio, nell'oblast' di Odessa sono iniziate le tensioni tra i manifestanti di Euromaidan e anti-Maidan. La polizia ha riferito che in 5 000 avevano partecipato a una manifestazione filo-russa nella città di Odessa il 1º marzo. Le dimostrazioni sono continuate il 3 marzo 2014, 200-500 manifestanti con bandiere russe hanno tentato di impossessarsi dell'edificio RSA di Odessa. Chiedevano che si tenesse un referendum sulla creazione di una "Repubblica Autonoma di Odessa".
Le dimostrazioni rimbombanti continuarono, e il 3 marzo 2014, 200-500 manifestanti con bandiere russe tentarono di cogliere l'edificio dell'Amministrazione Regionale Statale di Odessa. Chiesero che si tenesse un referendum sulla creazione di una "Repubblica Autonoma di Odessa".
Nel frattempo, in città si sono svolte anche diverse dimostrazioni pro-Maidan. Il 30 marzo si è tenuta a Odessa una protesta pro-Maidan di 5 000 persone.
Membro del gruppo neonazista Black Hundreds, i materiali confiscati a Rayevsky chiedevano l'annientamento di ucraini ed ebrei nella regione e l'intervento militare russo.
Il 16 aprile un gruppo Internet nell'oblast' di Odessa ha proclamato la "Repubblica popolare di Odessa". I membri del gruppo di protesta anti-Maidan di Odessa hanno poi giurato di non aver fatto tale dichiarazione, e i leader del gruppo hanno affermato di averne sentito parlare solo attraverso i media. La Missione speciale di monitoraggio dell'OSCE in Ucraina ha successivamente confermato che la situazione a Odessa è rimasta calma. I leader locali anti-Maidan e pro Euromaidan nell'oblast' di Odessa hanno espresso scetticismo sulla dichiarazione di Ginevra sull'Ucraina del 20 aprile. I leader anti-Maidan hanno insistito sul fatto che non miravano alla secessione, ma alla creazione di uno stato federato più ampio chiamato "Novorossiya" all'interno dell'Ucraina.
Il 25 aprile, una bomba a mano è stata lanciata da un'auto di passaggio verso un posto di blocco di autodifesa congiunto polizia-Maidan fuori Odessa, ferendo sette persone e provocando un aumento delle tensioni nella regione.

#### Incendio della Casa dei sindacati di Odessa

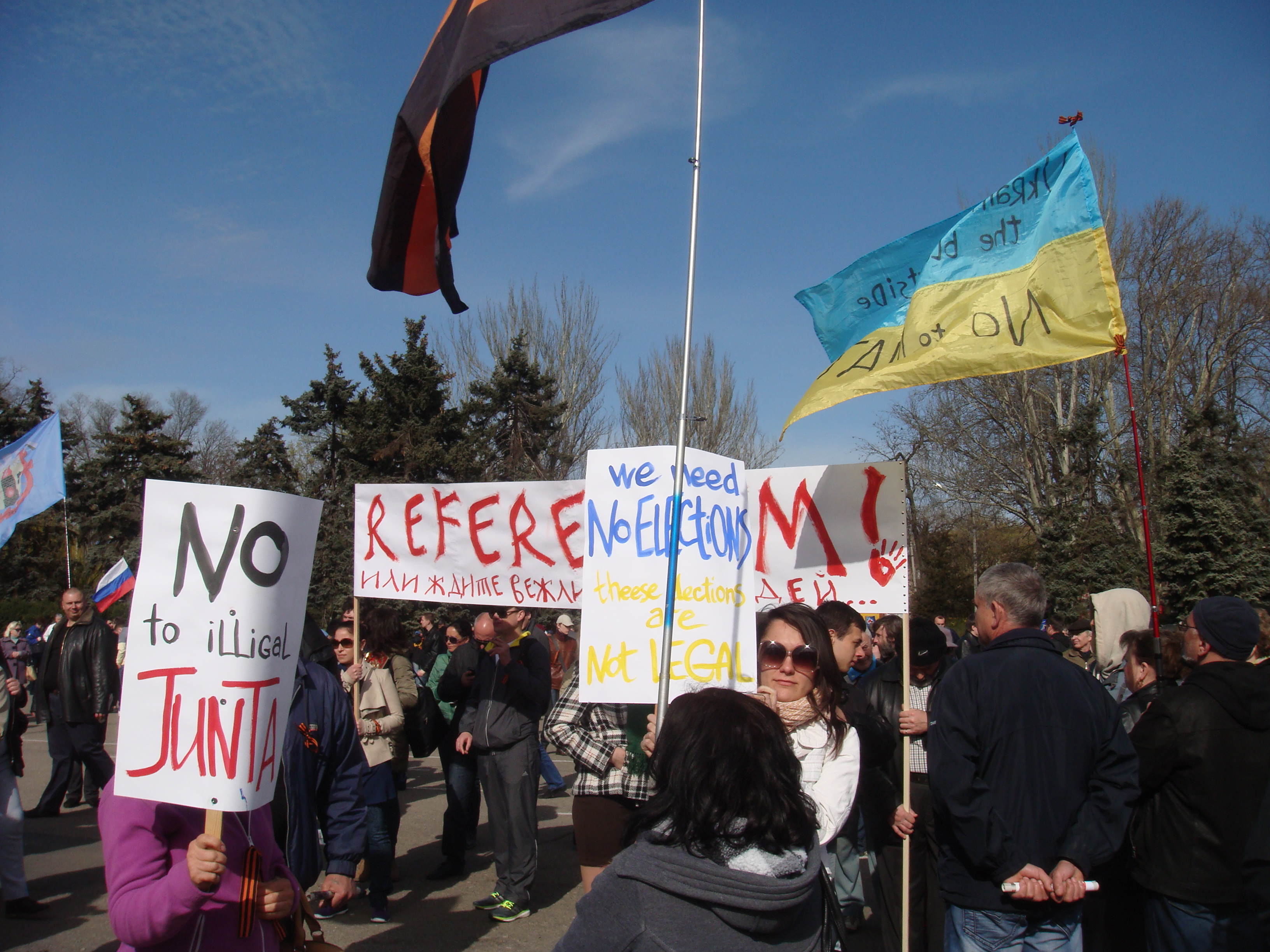
Accampamento pro-russo al di fuori della Casa dei Sindacati

Il 2 maggio si verificarono scontri di piazza fra manifestanti pro-unità e pro-federalisti, con questi ultimi che, in minoranza numerica, si barricarono dentro l'edificio della Casa dei sindacati. Gli scontri proseguirono con il lancio, da entrambe le parti, di pietre e bottiglie incendiarie e con spari di arma da fuoco dal tetto dell'edificio occupato. Intorno alle ore 19,45 si sviluppò nell'edificio un intenso incendio, che determinò la morte di 42 persone.
Nel settembre 2017, il tribunale della città di Čornomors'k dell'Oblast' di Odessa concluse che tutte le 19 persone accusate di partecipare agli scontri a Hrteska Ploshcha, non erano colpevoli. Il tribunale criticò l'accusa di essere prevenuta nei confronti degli attivisti pro-federalismo e per la scarsa qualità delle indagini. Cinque attivisti pro-federalismo che erano rimasti in custodia per 3 anni e mezzo ricevettero l'ordine di essere rilasciati. Tuttavia, due di loro furono immediatamente arrestati di nuovo dalla SBU con nuove accuse relative a un pacifico raduno automobilistico pro-federalismo nel marzo 2014.

#### Nei mesi successivi
Il 23 luglio il sindaco della città di Odessa, Hennadiy Trukhanov, ha dichiarato agli osservatori dell'OSCE che le "tensioni di fondo" degli scontri del 2 maggio sono rimaste nella città e che temeva per la sicurezza.
Nel novembre 2014 durante un discorso pubblico il presidente Petro Porošenko si è scagliato contro i filorussi ucraini affermando: "I nostri figli andranno a scuola e nei parchi giochi. I loro [riferendosi ai figli dei filorussi dell'Ucraina] si dovranno rintanare nei seminterrati… così vinceremo questa guerra." Il discorso è stato rilanciato anche nei media russi.
Odessa è stata colpita da sei esplosioni di bombe nel dicembre 2014, una delle quali ha ucciso una persona (le ferite riportate dalla vittima indicavano che aveva avuto a che fare con esplosivi).
Il 25 dicembre il consigliere del ministero degli Interni Zorian Shkiryak ha dichiarato che Odessa e Charkiv sono diventate "città che vengono utilizzate per intensificare le tensioni" in Ucraina. Shkiryak ha detto di sospettare che queste città siano state individuate a causa della loro "posizione geografica".

## Maggiori proteste per data e frequenza

### Proteste filorusse
| Proteste per regione                                  | Città       | Picco di partecipanti | Data          | Fonti         |
| ----------------------------------------------------- | ----------- | --------------------- | ------------- | ------------- |
|                                                       | Sebastopoli | 30000                 | 23 Feb        | [ 53 ] [ 54 ] |
| Kerč'                                                 | 200         | 24 Feb                | [ 55 ]        |               |
| Simferopoli                                           | 5000        | 26 Feb                | [ 56 ]        |               |
| Odessa                                                | 5000        | 1 Mar                 | [ 57 ]        |               |
| Mariupol'                                             | 2000-5000   | 1 Mar                 | [ 58 ] [ 59 ] |               |
| Dnipropetrovs'k                                       | 1000-3000   | 1 Mar                 | [ 60 ]        |               |
| Mykolaïv                                              | 5000-6000   | 2 Mar                 | [ 61 ]        |               |
| Cherson                                               | 400         | 2 Mar                 | [ 62 ]        |               |
| Donec'k                                               | 10000       | 9 Mar                 | [ 63 ]        |               |
| Luhans'k                                              | 10000       | 22 Feb                | [ 64 ]        |               |
| Charkiv                                               | 2000        | 6 Apr                 | [ 65 ]        |               |
| Zaporižžja                                            | 5000+       | 6 Apr                 | [ 66 ]        |               |
| Kiev                                                  | 300         | 22 Giu                | [ 67 ]        |               |
| Siti proteste filorusse: 10000+ 5000+ 1000+ 500+ <500 |             |                       |               |               |

### Contro-proteste filoucraine
| Proteste per regione                                    | Città       | Picco di partecipanti | Data                 | Fonti  |
| ------------------------------------------------------- | ----------- | --------------------- | -------------------- | ------ |
|                                                         | Simferopol  | 10000                 | 26 Feb               | [ 68 ] |
| Dnipropetrovs'k                                         | 10000       | 2 Mar                 | [ 69 ]               |        |
| Sumy                                                    | 10000+      | 2 Mar                 | [ 70 ] [ 71 ] [ 72 ] |        |
| Mykolaïv                                                | 5000-10000  | 2 Mar                 | [ 73 ]               |        |
| Kiev                                                    | 8000        | 2 Mar                 | [ 73 ]               |        |
| Zaporižžja                                              | 5000+       | 2 Mar                 | [ 74 ] [ 75 ]        |        |
| Černihiv                                                | 2000+       | 2 Mar                 | [ 72 ]               |        |
| Žytomyr                                                 | 2000        | 2 Mar                 | [ 72 ]               |        |
| Poltava                                                 | 1000+       | 2 Mar                 | [ 71 ]               |        |
| Sebastopoli                                             | 300+        | 9 Mar                 | [ 76 ]               |        |
| Kirovohrad                                              | 100         | 9 Mar                 | [ 77 ]               |        |
| Cherson                                                 | 3000        | 22 Mar                | [ 78 ] [ 79 ]        |        |
| Odessa                                                  | 10000-15000 | 30 Mar                | [ 80 ]               |        |
| Kramators'k                                             | 200         | 30 Mar                | [ 81 ]               |        |
| Luhans'k                                                | 1000        | 13 Apr                | [ 82 ]               |        |
| Donec'k                                                 | 5000-7000   | 17 Apr                | [ 83 ] [ 84 ]        |        |
| Kramators'k                                             | 1000        | 17 Apr                | [ 85 ]               |        |
| Kryvyj Rih                                              | 10000+      | 19 Apr                | [ 86 ]               |        |
| Mariupol'                                               | 1000+       | 23 Apr                | [ 87 ]               |        |
| Charkiv                                                 | 7000        | 23 Apr                | [ 88 ]               |        |
| Čerkasy                                                 | 4050        | 1 Mag                 | [ 89 ]               |        |
| Siti proteste filoucraine: 10000+ 5000+ 1000+ 500+ <500 |             |                       |                      |        |

## Lista degli Stati secessionisti proclamati

### Esistenti
- Stato federale della Nuova Russia – Questa federazione venne proclamata il 22 maggio. Essa reclama sia l'oblast' di Donec'k sia quello di Luhans'k, e il suo obiettivo è quello di espandersi nelle altre regioni dell'Ucraina orientale e meridionale. È guidata dal presidente autoproclamato della Repubblica Popolare di Donec'k Pavel Gubarev.[90][91][92] Ha ufficialmente assorbito la Repubblica Popolare di Donec'k e la Repubblica Popolare di Lugansk il 24 maggio, senza un referendum pubblico.
  -  Repubblica Popolare di Donec'k – Venne proclamata il 7 aprile.[93] Controlla ampie fasce di territorio nell'Oblast' di Donec'k, ed è sostenuta dall'insorta Milizia Popolare del Donbass.[94] Un referendum sullo status della Repubblica ebbe luogo l'11 maggio.[95]
  -  Repubblica Popolare di Luhans'k – È la repubblica sostituta della fallita Repubblica Parlamentare di Luhans'k, proclamata il 27 aprile.[96] Gli attivisti occuparono l'edificio della SBU a Luhans'k a partire dall'8 aprile, e ottennero il controllo del consiglio comunale, dell'ufficio del procuratore e della stazione di polizia entro il 27 aprile.[97] L'amministrazione regionale annunciò il suo sostegno a un referendum, e concesse il governatorato al leader separatista Valerij Bolotov.[98] Come a Donec'k, un referendum sullo status della regione ebbe luogo l'11 maggio.[99]
- Repubblica di Crimea – Venne proclamata il 17 marzo dal parlamento della Repubblica Autonoma di Crimea e della città di Sebastopoli. Queste due entità, che insieme costituiscono l'intera Crimea geografica, funzionavano come unità amministrative distinte all'interno dell'Ucraina. Si unirono al fine di dichiarare l'indipendenza come "Repubblica di Crimea". Dopo un referendum controverso sullo status politico della Crimea tenutosi il 16 marzo 2014, la Federazione Russa annetté la Repubblica e la scisse tra la città federale di Sebastopoli e il soggetto federale della Repubblica di Crimea.

### Proposte non riuscite
- Repubblica Popolare di Charkov – La Repubblica Popolare di Charkov fu una repubblica di breve vita proclamata il 7 aprile dai manifestanti che avevano occupato l'edificio della RSA.[100] Tuttavia, più tardi quel giorno, le forze speciali ucraine riconquistarono l'edificio, ponendo così fine al controllo che i manifestanti avevano avuto su tutto l'edificio.[100] Il 21 aprile, durante un comizio, i manifestanti elessero un "governatore del popolo", anche se non si sa se questo è collegato all'ex Repubblica.[101] Il leader separatista Jurij Apuchtin disse il 18 maggio che la "regione di Charkiv terrà un referendum sull'indipendenza seguendo Donec'k e Luhans'k", ma non ha precisato quando.[102]

## Reazioni
Vari enti internazionali hanno avvertito tutte le parti per ridurre le tensioni nell'Ucraina orientale e meridionale.
- Australia – Il 2 marzo, il primo ministro Tony Abbott disse che le azioni della Russia in Ucraina non erano "il tipo [di azioni] di un amico e vicino di casa e credo che la Russia dovrebbe fare marcia indietro".[103] Il Primo Ministro disse alla Camera dei Rappresentanti australiana il 3 marzo che "la Russia dovrebbe fare marcia indietro, dovrebbe ritirare le sue forze dalla Ucraina e gli abitanti dell'Ucraina dovrebbe essere in grado di determinare il loro futuro per sé stessi" con l'annullamento del Governo australiano di una visita programmata alla Russia da parte del ministro del Commercio Andrew Robb.[104]
- Canada – Il 28 febbraio il Ministro degli Esteri Baird si "è congratulato con il nuovo governo e ha sottolineato la necessità di onorare l'impegno della Dichiarazione di Budapest del 1994 sulla sovranità territoriale dell'Ucraina e sull'unità nazionale in questo momento critico."[105] In una telefonata del 1 marzo il Presidente Obama e il primo ministro Harper hanno affermato "l'importanza di unità all'interno della comunità internazionale a sostegno del diritto internazionale, e il futuro dell'Ucraina e della sua democrazia".[106] Lo stesso giorno, Harper ha condannato l'intervento militare della Russia in Ucraina; ha annunciato che il Canada aveva sia richiamato il suo ambasciatore in Russia sia il suo ritiro dalla preparazione del 40º G8, che sarebbe stato presieduto dalla Russia.[107] Il 3 marzo, la Camera dei Comuni canadese ha approvato all'unanimità una mozione di condanna dell'intervento russo in Crimea.[108] A questa dichiarazione ne seguì un'altra del Primo Ministro Harper che chiamò le azioni della Russia una "invasione e un'occupazione" e il ministro degli Esteri Baird le confrontò con l'occupazione della Germania nazista dei Sudeti nel 1938.[109] Il Canada ha poi sospeso tutti gli accordi di cooperazione militare con la Russia e la bandiera dell'Ucraina venne trasportata sulla collina del Parlamento a Ottawa il 4 marzo.[110][111] Il 7 marzo 2014 il Canada ha richiesto ad alcuni militari russi (almeno nove) di lasciare il territorio entro 24 ore.[112]
- Cina – La Cina ha detto "Rispettiamo l'indipendenza, la sovranità e l'integrità territoriale dell'Ucraina". Un portavoce ha ribadito la convinzione della Cina di non interferire negli affari interni delle altre nazioni e ha esortato il dialogo.[113][114]
- Unione europea – Il 1º marzo, l'Alto rappresentante dell'Unione per gli affari esteri e la politica di sicurezza Catherine Ashton ha dichiarato che l'Unione europea "deplora" quello che ha definito la decisione della Russia di utilizzare l'azione militare in Ucraina, descrivendola come una "escalation ingiustificata di tensioni." Ha invitato "tutte le parti a diminuire le tensioni  immediatamente attraverso il dialogo, nel pieno rispetto della legge ucraina e internazionale." Ha aggiunto che: "L'integrità dell'unità e della sovranità territoriale dell'Ucraina deve essere rispettata in ogni momento e da tutte le parti. Qualsiasi violazione di questi principi è inaccettabile. Più che mai, sono necessari moderazione e senso di responsabilità...".[115]
- Germania – In occasione della missione di verifica militare internazionale a guida tedesca, il Ministro degli Esteri Frank-Walter Steinmeier ha dichiarato: "La parata pubblica degli osservatori dell'OSCE e delle forze di sicurezza ucraine come prigionieri è rivoltante e danneggia palesemente la dignità delle vittime ".[116][117] Steinmeier ha anche detto: "Solo quando le armi tacciono, solo sulla base di una tregua robusta, si possono immaginare negoziati per risolvere la crisi."[118]
- Regno Unito – In risposta all'indignazione dichiarata dal governo russo per la controffensiva ucraina su Slov"jans'k, l'ambasciatore britannico presso le Nazioni Unite sir Mark Lyall Grant ha dichiarato: "La scala dell'ipocrisia russa è mozzafiato... L'indignazione sintetica della Russia sulle azioni proporzionate e misurate dell'Ucraina non convince nessuno".[119]
- India – Il Consigliere per la Sicurezza Nazionale dell'India Shivshankar Menon ha dichiarato che la Russia ha interessi legittimi in Crimea e ha chiesto "sostenuti sforzi diplomatici" e un "dialogo costruttivo" per risolvere la crisi.[120] Tuttavia, il Consigliere per la Sicurezza Nazionale non fa parte del Governo dell'India e, come tale, la dichiarazione di Menon non è una dichiarazione ufficiale rilasciata dal governo indiano.[121] L'India successivamente ha chiarito che non sosterrà alcuna "misura unilaterale" contro il governo russo. "L'India non ha mai sostenuto sanzioni unilaterali contro qualsiasi paese. Pertanto, neanche questa volta ci sarà un supporto a tutte le misure unilaterali da parte di un paese o di un gruppo di paesi contro la Russia."[122] Manifestazione contro il coinvolgimento della NATO in Ucraina. Donec'k, 9 marzo 2014

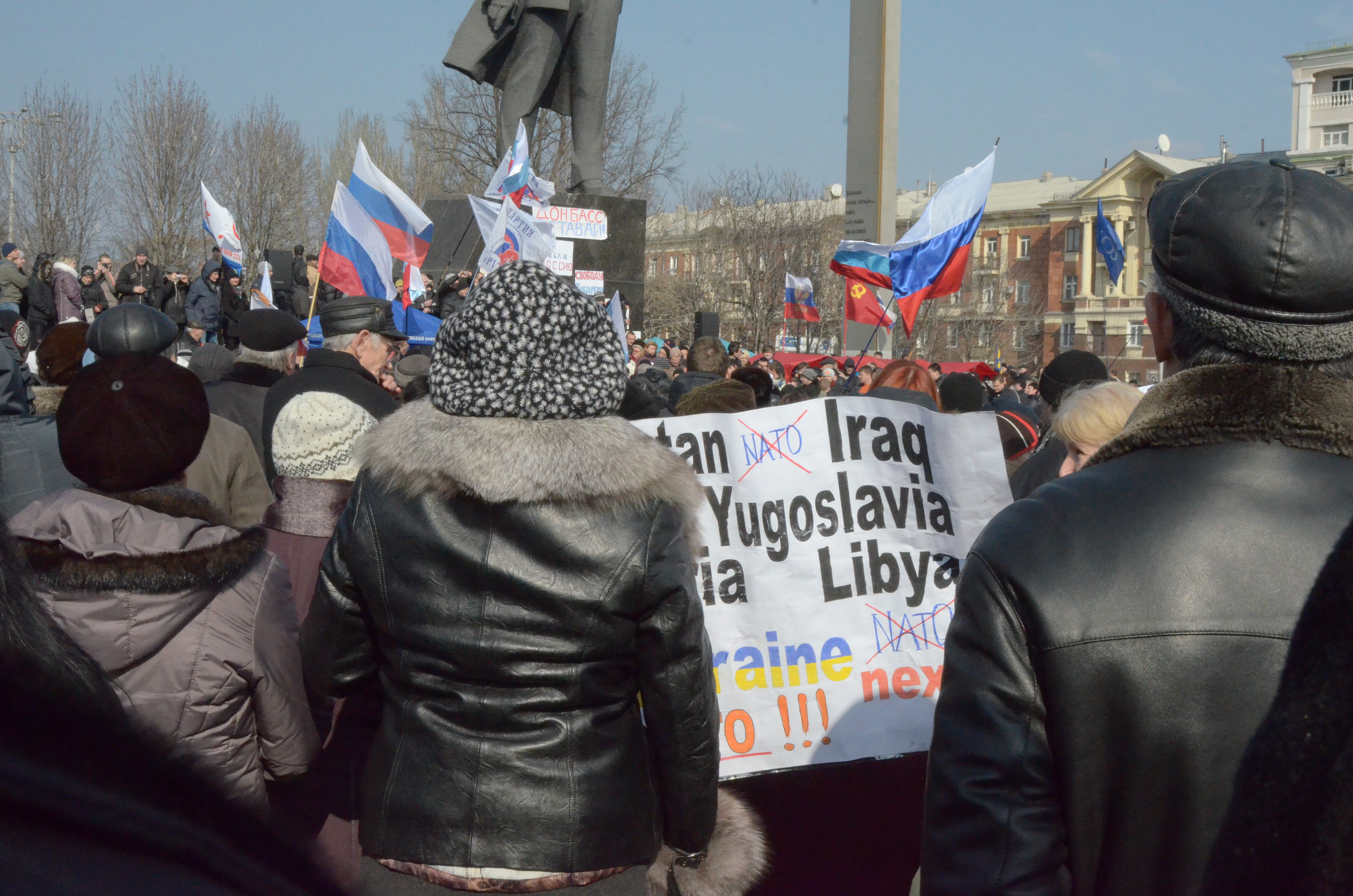
Manifestazione contro il coinvolgimento della NATO in Ucraina. Donec'k, 9 marzo 2014

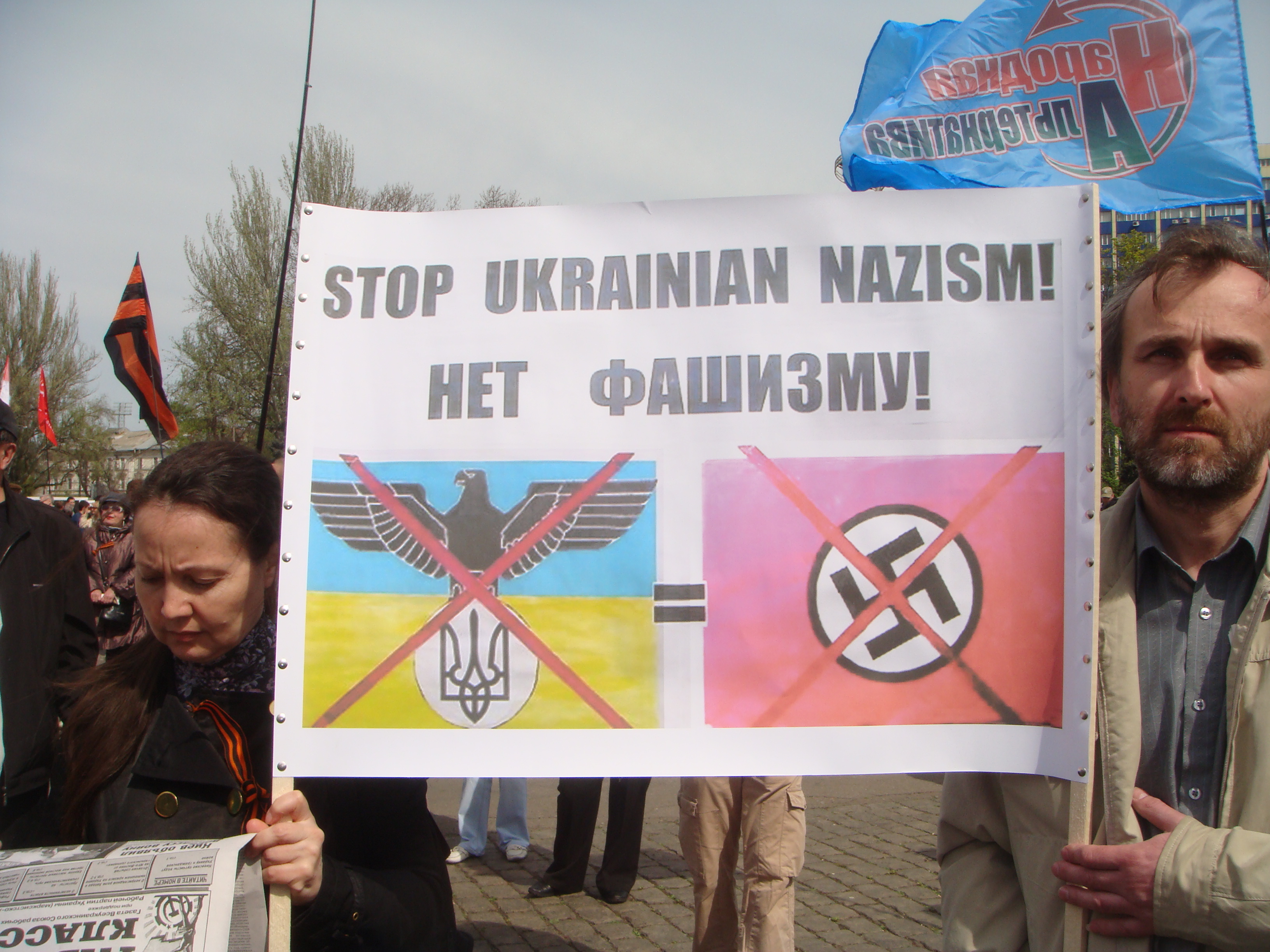
Manifestazione a Kulikovo Pole square. Odessa, 20 april 2014

- Italia – Il Presidente del Consiglio Matteo Renzi ha accusato Putin di aver commesso "una violazione inaccettabile".[123][124] Il 19 marzo, durante un discorso alla Camera dei deputati, Renzi ha dichiarato che il Referendum sull'autodeterminazione della Crimea era illegale e che i paesi del G8 devono iniziare a cooperare per risolvere la crisi ed evitare un ritorno alla Guerra fredda.[125]
- NATO – Il 2 marzo, il Segretario generale Anders Fogh Rasmussen convocò il Consiglio del Nord Atlantico a causa di quella che definì un'azione militare della Russia e del presidente Vladimir Putin come "presunta minaccia contro l'Ucraina".[126]
- Nazioni Unite – Il Segretario generale delle Nazioni Unite Ban Ki-moon ha condannato la violenza che si è verificata nell'Ucraina orientale durante il fine settimana del 14-16 marzo e ha esortato tutte le parti "ad astenersi dalla violenza e ad impegnarsi ad una de-escalation e al dialogo nazionale inclusivo nella ricerca di una soluzione politica e diplomatica."[127]
- Organizzazione per la sicurezza e la cooperazione in Europa – Il presidente in carica dell'OSCE Didier Burkhalter ha condannato la detenzione degli ispettori militari degli Stati partecipanti dell'OSCE a Slov"jans'k, e ha chiesto che vengano liberati.[128] Burkhalter ha sottolineato che la detenzione degli ispettori militari disarmati era "inaccettabile e che la sicurezza di tutti gli osservatori internazionali nel paese deve essere garantita e assicurata".[128] Questo incidente, ha detto, «va contro lo spirito della recente Dichiarazione di Ginevra concordata tra l'Ucraina, la Russia, gli Stati Uniti e l'Unione europea che mira ad una de-escalation della situazione e apre la strada per uscire dalla situazione difficile".[128] Burkhalter ha chiesto alle parti coinvolte "di risolvere la crisi in Ucraina attraverso un dialogo inclusivo".[128] In risposta all'escalation in tutta l'Ucraina, il 2 maggio, Il Capo Osservatori dell'OSCE Ertugrul Apakan ha invocato per "tutte le parti di esercitare la massima moderazione e ad evitare spargimenti di sangue e risolvere le loro divergenze in modo pacifico".[129] Apakan ha dichiarato: "C'è bisogno di una de-escalation...la missione di vigilanza speciale è qui per promuovere questo obiettivo. Siamo qui per il popolo ucraino".[129]
- Polonia – Il ministro della Difesa Tomasz Siemoniak ha detto che gli eventi in Ucraina "hanno le caratteristiche di una situazione di guerra".[130]
- Romania – Un duro scambio di parole tra i funzionari di Mosca e di Bucarest scoppiò nel contesto della crisi ucraina. Dmitrij Rogozin, vice primo ministro del governo russo e uno dei più alti funzionari russi sanciti dall'Unione europea e dagli Stati Uniti, ha dichiarato su un sito di social networking che "su richiesta degli Stati Uniti, la Romania ha chiuso il suo spazio aereo per il mio aereo. L'Ucraina non mi permette di passarci di nuovo attraverso. La prossima volta volerò a bordo di un TU-160[131] Le dichiarazioni di Rogozin hanno irritato le autorità di Bucarest che le hanno catalogate come minaccia.[132][133]Proteste contro il governo Russo ad Odessa

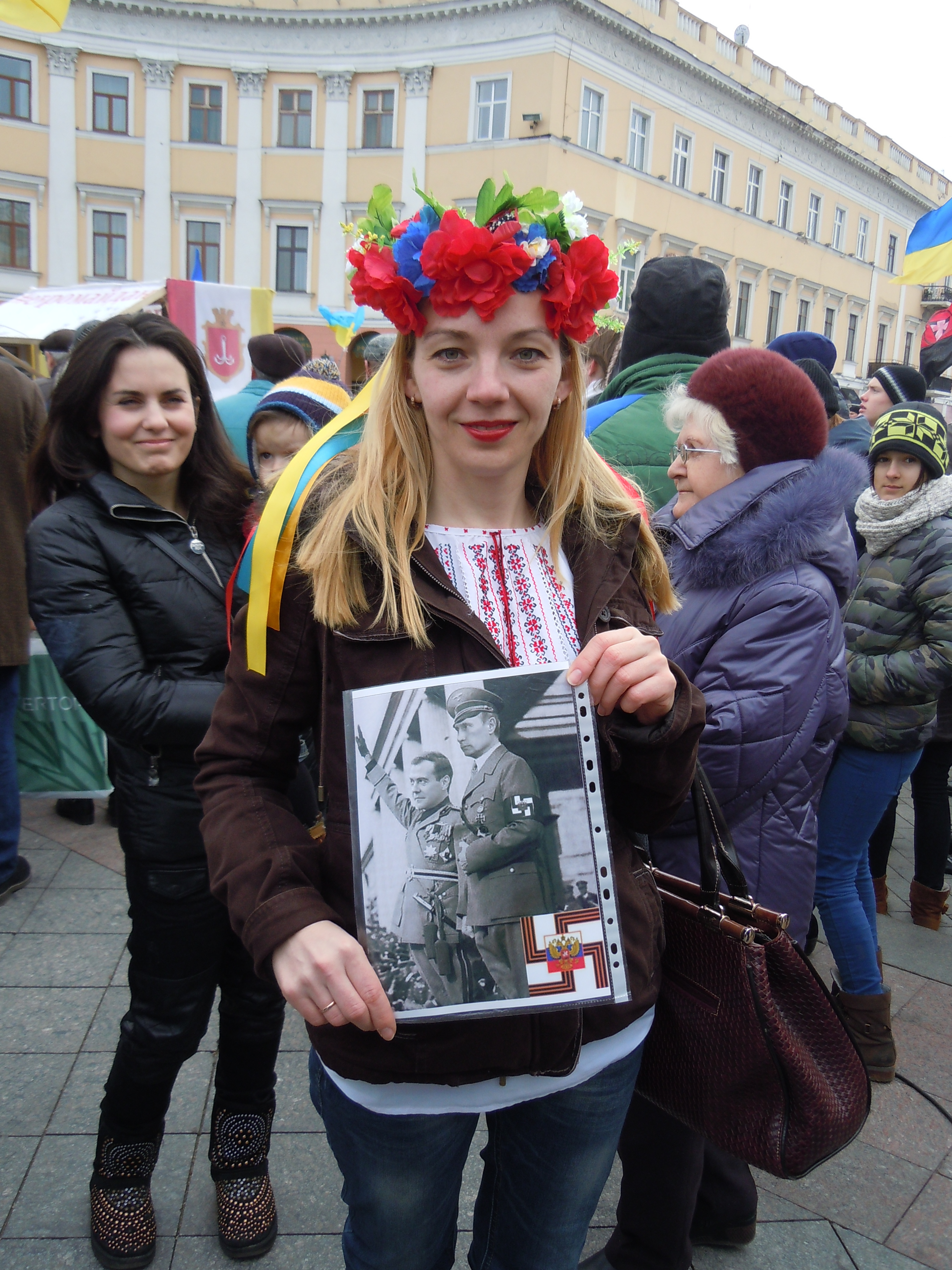
Proteste contro il governo Russo ad Odessa

- Russia – Il Ministero degli affari esteri russo ha dichiarato in un comunicato dell'8 aprile 2014 sul suo sito ufficiale "Chiediamo l'immediata cessazione di eventuali preparativi militari, che potrebbero portare a una guerra civile".[134] Il ministero ha sostenuto che quelli che ha definito "esperti americani dell'organizzazione militare privata Greystone" travestiti da soldati, così come i militanti del gruppo di estrema destra ucraino Pravyj Sektor, uniti alle forze ucraine si preparavano alla repressione nell'Ucraina orientale.[134] In un articolo d'opinione del 7 aprile su The Guardian, il ministro degli Esteri russo Sergej Lavrov scrisse che erano l'Unione europea e gli Stati Uniti, e non la Russia, colpevoli della destabilizzazione dell'Ucraina ("l'UE e gli Stati Uniti hanno cercato di costringere l'Ucraina a fare una scelta dolorosa tra est e ovest, aggravando ulteriormente le differenze interne") e che" la Russia sta facendo tutto il possibile per promuovere presto la stabilizzazione in Ucraina ".[135][136][137] Il presidente russo Vladimir Putin non ha mandato i suoi saluti al presidente ucraino Petro Porošenko per il Giorno dell'Indipendenza dell'Ucraina celebrata il 24 agosto, nonostante il fatto che Porošenko aveva inviato i suoi saluti a Putin per il Giorno della Russia il 12 giugno. Putin ha anche detto: "Che cosa sono i cosiddetti valori europei? Mantenere un colpo di stato, il sequestro armato del potere e la soppressione del dissenso, con l'aiuto delle forze armate??"[138]
- Stati Uniti – Il Segretario di Stato John Kerry ha dichiarato (7 aprile 2014) che pensò al conflitto a Charkiv, Donec'k, Luhans'k, e Mariupol' come una campagna ben orchestrata con il sostegno russo.[93][139] L'Assistente del Segretario di Stato Victoria Nuland ha detto che gli Stati Uniti non avevano alcun dubbio che i russi erano dietro le occupazioni degli edifici governativi nell'Ucraina orientale.[140] Geoffrey R. Pyatt, Ambasciatore degli Stati Uniti in Ucraina, caratterizzò i militanti come terroristi.[141] Il 30 aprile, John Kerry affermò che l'intercettazione telefonica dimostrava che il Cremlino stava dirigendo proteste pro-russe nella regione.[142] Lunedì, 7 luglio, i governi degli Stati Uniti e della Francia hanno esortato il presidente russo Vladimir Putin a fare pressione sul insorti filo-russi negli oblast' di Donec'k e di Luhans'k, e di tenere il dialogo al fine di raggiungere una tregua con il governo ucraino.
- Ucraina – Il vicepresidente Oleksandr Turčynov ha detto il 30 aprile: "Vorrei dire francamente che al momento le strutture di sicurezza sono in grado di mettere rapidamente la situazione nelle regioni di Donec'k e Luhans'k sotto controllo", e che le forze di sicurezza "con il compito di tutela dei cittadini" erano "impotenti".[143] Il 7 aprile venne avviata un'operazione "anti-terrorista" contro le repubbliche autoproclamate di Donec'k e Luhans'k.[144]
- Ungheria – Nel contesto dei disordini, il primo ministro Viktor Orbán ha detto che agli ungheresi che vivono nell'Ucraina occidentale "deve essere concessa la doppia cittadinanza, devono godere di tutti i diritti della comunità e deve essergli concessa l'opportunità per l'autonomia".[145]

### Sanzioni
Nel corso dei disordini, gli Stati Uniti, seguiti da Unione europea, Canada, Norvegia, Svizzera e Giappone, iniziarono sanzioni economiche contro gli individui e le società russe e ucraine che vennero dichiarate legate alla crisi. Annunciando le prime sanzioni, gli Stati Uniti descrissero alcuni individui obiettivi delle sanzioni, tra i quali l'ex presidente ucraino Yanukovych, come "minaccia per la pace, la sicurezza, la stabilità, la sovranità, o l'integrità territoriale dell'Ucraina, e per minare le istituzioni e i processi democratici dell'Ucraina". Il governo russo ha replicato con sanzioni contro alcuni individui americani e canadesi. Con la continua intensificazione dei disordini, a metà maggio l'Unione Europea e il Canada hanno imposto ulteriori sanzioni.

### Dichiarazione di Ginevra sull'Ucraina
Il 10 aprile, l'Ucraina, gli Stati Uniti, la Russia e l'Unione europea accettarono di tenere una riunione quadrilaterale il 17 aprile a Ginevra per cercare di negoziare un termine alla crisi in Ucraina. L'incontro produsse un documento, denominato Dichiarazione di Ginevra sull'Ucraina, che dichiarò che tutte le parti avevano convenuto che avrebbero dovuto essere prese misure per una "de-escalation" della crisi. Tutte e quattro le parti hanno convenuto che tutte le "formazioni militari illegali in Ucraina" devono essere sciolte, e che chiunque occupi edifici deve essere disarmato e abbandonarlo, ma ci sarebbe stata un'amnistia per tutti i manifestanti anti-governativi nel quadro dell'accordo. Questi passaggi saranno supervisionati dagli osservatori dell'Organizzazione per la sicurezza e la cooperazione in Europa (OSCE). Le parti hanno inoltre convenuto che la Costituzione dell'Ucraina è anche da rivedere in un processo che è "inclusivo, trasparente e responsabile". L'accordo attende di mettere le sanzioni economiche supplementari contro la Russia dagli Stati Uniti e dall'Unione europea.

### Colloqui di unità nazionale
Come parte di un'iniziativa dell'OSCE per risolvere la crisi in Ucraina, colloqui di unità nazionale si svolsero a Kiev, a partire dal 14 maggio I separatisti da Donec'k e Luhans'k non vennero rappresentati, dato che il governo ucraino disse che "useremo procedure legali contro quelle persone armate che stanno cercando di intraprendere una guerra per conto proprio nel paese, coloro che sono con le armi in mano cercando di imporre la loro volontà, o piuttosto la volontà di un altro paese, e che dovranno affrontare la giustizia". L'OSCE disse che il presidente russo Vladimir Putin aveva sostenuto la sua iniziativa. Contemporaneamente, il ministro degli Esteri russo Sergej Lavrov disse che i separatisti avrebbero dovuto essere inclusi nei colloqui. I separatisti da Charkiv vennero infatti invitati a partecipare, ma si rifiutarono.

### Piano di pace in quindici punti

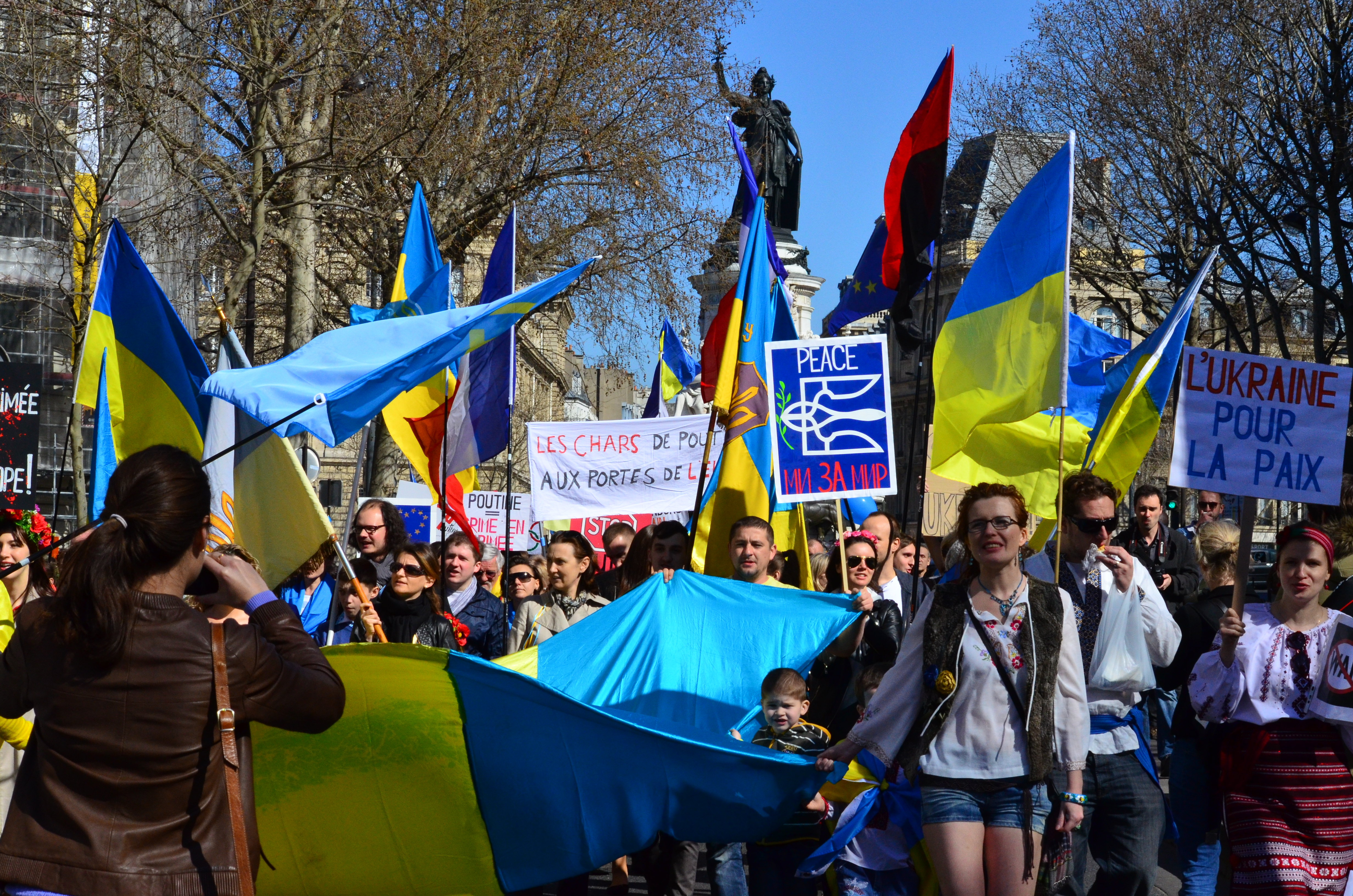
Manifestanti per la pace in Ucraina, a Parigi.

Il presidente ucraino Petro Porošenko annunciò un piano di quindici punti per la pace il 20 giugno. Il piano prevedeva una tregua di una settimana, a partire dal 20 giugno, con lo sgombero degli edifici occupati dai separatisti, il decentramento del potere da parte del governo centrale di Kiev, e la tutela dei diritti in lingua russa. Il testo integrale dei quindici punti è il seguente:
1. Garanzie di sicurezza per tutti i partecipanti delle trattative.
2. Amnistia per chi avrebbe abbassato le armi e non ha commesso reati gravi.
3. Liberazione degli ostaggi.
4. Istituzione di una zona cuscinetto di 10 chilometri (6 1⁄4 mi) lungo il confine russo-ucraino. Ritiro delle formazioni armate illegali.
5. Corridoio sicuro per la fuga dei mercenari russi e ucraini.
6. Disarmo.
7. Creazione di unità per il pattugliamento congiunto nella struttura del MIA.
8. Liberazione delle sedi amministrative illegalmente sequestrate nelle regioni di Donec'k e Luhans'k.
9. Restauro del funzionamento del governo locale.
10. Restauro della televisione centrale e delle trasmissioni radiofoniche nelle regioni di Donec'k e Luhans'k. Manifestazione contro la guerra a San Pietroburgo, 1º maggio 2014

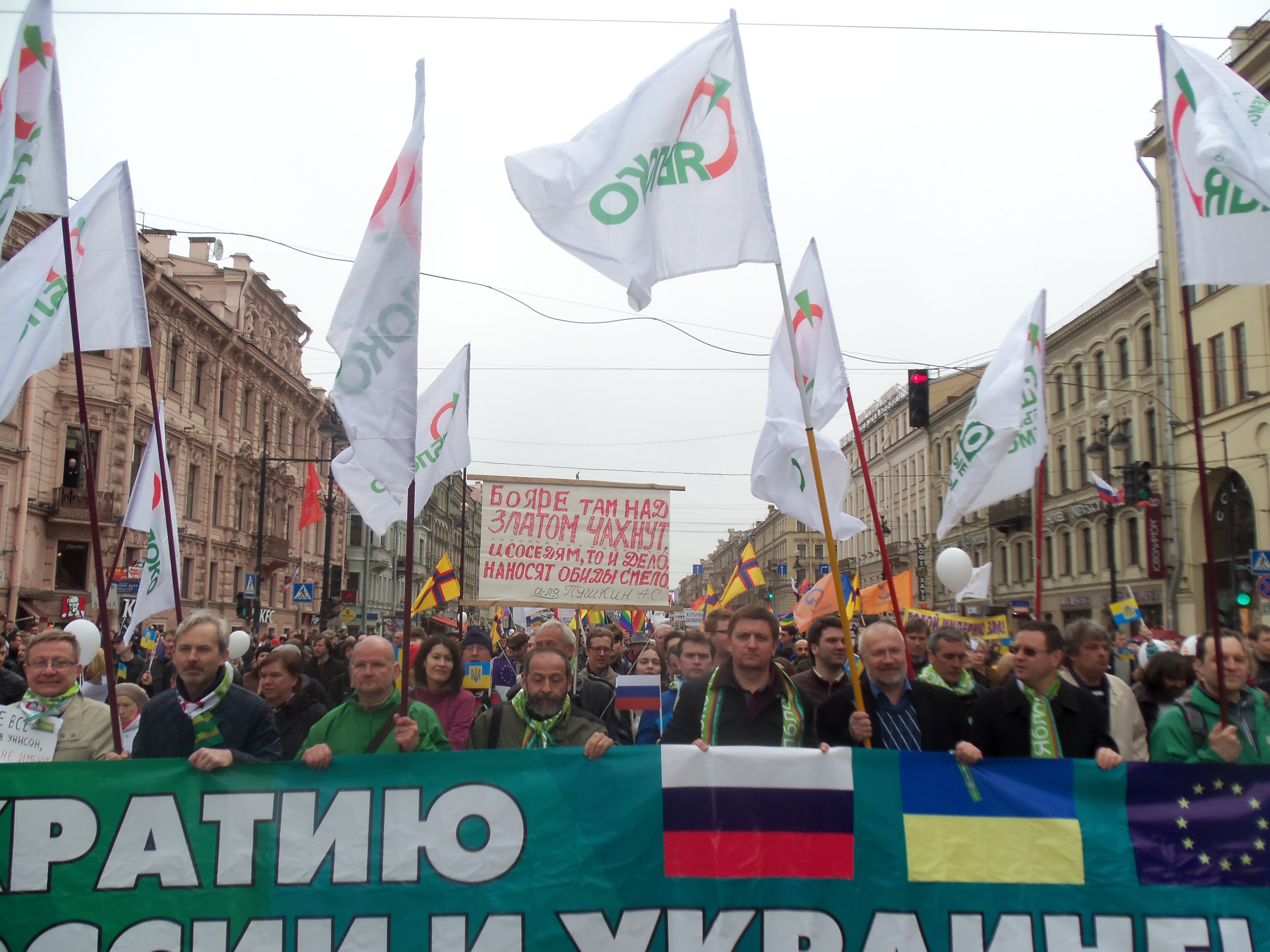
Manifestazione contro la guerra a San Pietroburgo, 1º maggio 2014

11. Decentralizzazione del potere (attraverso l'elezione di comitati esecutivi, la tutela della lingua russa; progetti di modifica alla Costituzione).
12. Coordinamento dei governatori con i rappresentanti del Donbass prima delle elezioni.
13. Prossime elezioni locali e parlamentari.
14. Programma di creazione di posti di lavoro nella regione.
15. Restauro di oggetti industriali e oggetti di infrastrutture sociali.

Il presidente russo Vladimir Putin offrì qualche supporto per il piano, ma chiese a Porošenko di portare i separatisti ai negoziati. Il ministro degli Esteri russo Sergei Lavrov disse che il piano di pace di Poroshenko "sembra un ultimatum." Porošenko precedentemente si era rifiutato di avviare negoziati con i separatisti armati. Gli osservatori dell'OSCE con la missione di vigilanza speciale in Ucraina s'incontrarono con un rappresentante della Repubblica Popolare di Done'k il 21 giugno per discutere del piano di pace. Il rappresentante disse che la Repubblica avrebbe respinto la tregua, e disse che le esigenze primarie del governo della Repubblica Popolare di Donec'k erano il "ritiro delle forze ucraine dal Donbass", e il riconoscimento della Repubblica. Tuttavia, dopo i colloqui di pace iniziali tra i separatisti, i funzionari ucraini e russi, e l'OSCE a Donec'k il 23 giugno, Aleksandr Borodaj, primo ministro della Repubblica Popolare di Doneck, disse che le sue forze avrebbero fatto pressione per la tregua. Subito dopo questa dichiarazione, i separatisti a Slov"jans'k abbatterono un elicottero Mi-8 ucraino, uccidendo tutte le persone a bordo. Il giorno successivo, l'Ufficio del Presidente dell'Ucraina rilasciò una dichiarazione che disse che la tregua era stata violato dagli insorti almeno trentacinque volte. Il presidente Porošenko disse anche che stava pensando di porre fine alla tregua, e Borodaj disse che "non c'è stata alcuna tregua".
Nonostante questo, Porošenko estese la tregua di tre giorni dalla sua fine pianificata per il 27 giugno. In risposta a questa azione, i manifestanti a Kiev scesero per le strade in gran numero per chiedere che la tregua venisse annullata. La tregua ebbe un impatto concreto sugli scontri tra le forze del governo ed i separatisti, con almeno cinque soldati governativi uccisi durante il cessate il fuoco. Entro luglio, il piano di pace era caduto nel dimenticatoio e Porošenko concluse la tregua dopo che entrambe le parti si accusarono a vicenda delle ripetute violazioni. Dopo un attacco missilistico che uccise diciannove soldati ucraini, Porošenko promise di vendicarsi dei separatisti: "I militanti pagheranno centinaia delle loro vite per ogni vita dei nostri militari. Non un solo terrorista eviterà la responsabilità."

## Partecipanti di rilievo

### Attivisti pro-russi

#### Arrestati
- Pavel Gubarev (auto-proclamato 'Governatore del Popolo' di Donec'k)[168]
- Robert Donja (auto-proclamato Vice 'Governatore del Popolo' di Donec'k)[169]
- Michail Čumačenko (leader della sedicente 'Milizia Popolare del Donbass')[170]
- Dmitrij Kuzmenko (auto-proclamato 'Sindaco del Popolo' di Mariupol')[171]
- Anton Davidčenko (leader della protesta di Odessa fino a Marzo)[172]
- Aleksandr Charitonov (leader dell'organizzazione 'Guardia di Luhans'k')[173]
- Arsen Klinčaev (membro del Partito delle Regioni, leader dei separatisti a Luhans'k)
- Jurij Apuchtin (leader dell'organizzazione 'Grande Rus')

Il 3 aprile, un uomo venne arrestato e altri otto messi agli arresti domiciliari con l'accusa di coinvolgimento negli scontri a Donec'k il 13 marzo, che portarono all'omicidio di Dmitrij Černjavskij.
Il 5 aprile, la SBU arrestò un gruppo di 15 persone a Luhans'k, insieme a 300 mitragliatrici, un lanciagranate anticarro, cinque pistole, bombe molotov e una grande quantità di armi a canna liscia e altre armi. "Il gruppo prevedeva di effettuare un attacco armato per il potere nella regione di Luhans'k il 10 aprile con l'intimidazione di civili con armi ed esplosivi", ha detto l'ufficio stampa SBU Interfax-Ucraina.
A Charkiv, l'attivista Anti-Maidan Ignat Kramskoj (soprannominato "Topaz") venne posto agli arresti domiciliari il 29 marzo per il suo presunto coinvolgimento nell'incursione di marzo nella sede dell'Amministrazione Regionale Statale di Charkiv. Il 7 aprile, Topaz è fuggito dagli arresti domiciliari, rimuovendo il suo braccialetto di monitoraggio. Topaz da allora concesse interviste al canale russo LifeNews, e parlò dell'attuale 'guerriglia' e del bisogno di usare armi da fuoco per catturare gli edifici. Topaz venne arrestato ancora una volta, durante la creazione di un'intervista con il canale russo LifeNews.
Il 12 aprile un altro sabotatore venne arrestato dalla SBU a Charkiv, noto come "K", che era stato incaricato di organizzare rivolte e catturare gli edifici amministrativi. Più tardi, 70 sabotatori vennero arrestati tra Poltava e Charkiv. Gli uomini stavano viaggiando su un autobus e vennero trovati in possesso di esplosivi, bombe molotov, mazze, scudi, elmi, coltelli e altre armi.
Il 25 aprile, la SBU dichiarò di aver arrestato due membri militari ucraini reclutati dall'intelligence russa.
Il 29 aprile la SBU arrestò Spartak Holovačov e Jurij Apuchtin, capo dell'organizzazione Grande Rus' a Charkiv. Le autorità affermarono che avevano organizzato dall'estero piani di disordini in città il 9 maggio, e in una perquisizione nella loro sede trovarono pistole, granate, munizioni, denaro e volantini separatisti.

### Defezioni della Polizia e dei militari e disertori
Durante il conflitto ci furono segnalazioni di poliziotti e militari sia che stavano abbandonando i loro posti sia defezionando per i separatisti. Oleksandr Turčynov dichiarò che numerosi militari e poliziotti ucraini si erano uniti ai separatisti, insieme a materiale militare ucraino. Un rapporto del Ministero degli Interni disse che più di 17 000 poliziotti avevano disertato per gli insorti nell'Ucraina orientale, entro il 23 maggio.

### Dati pro-governo

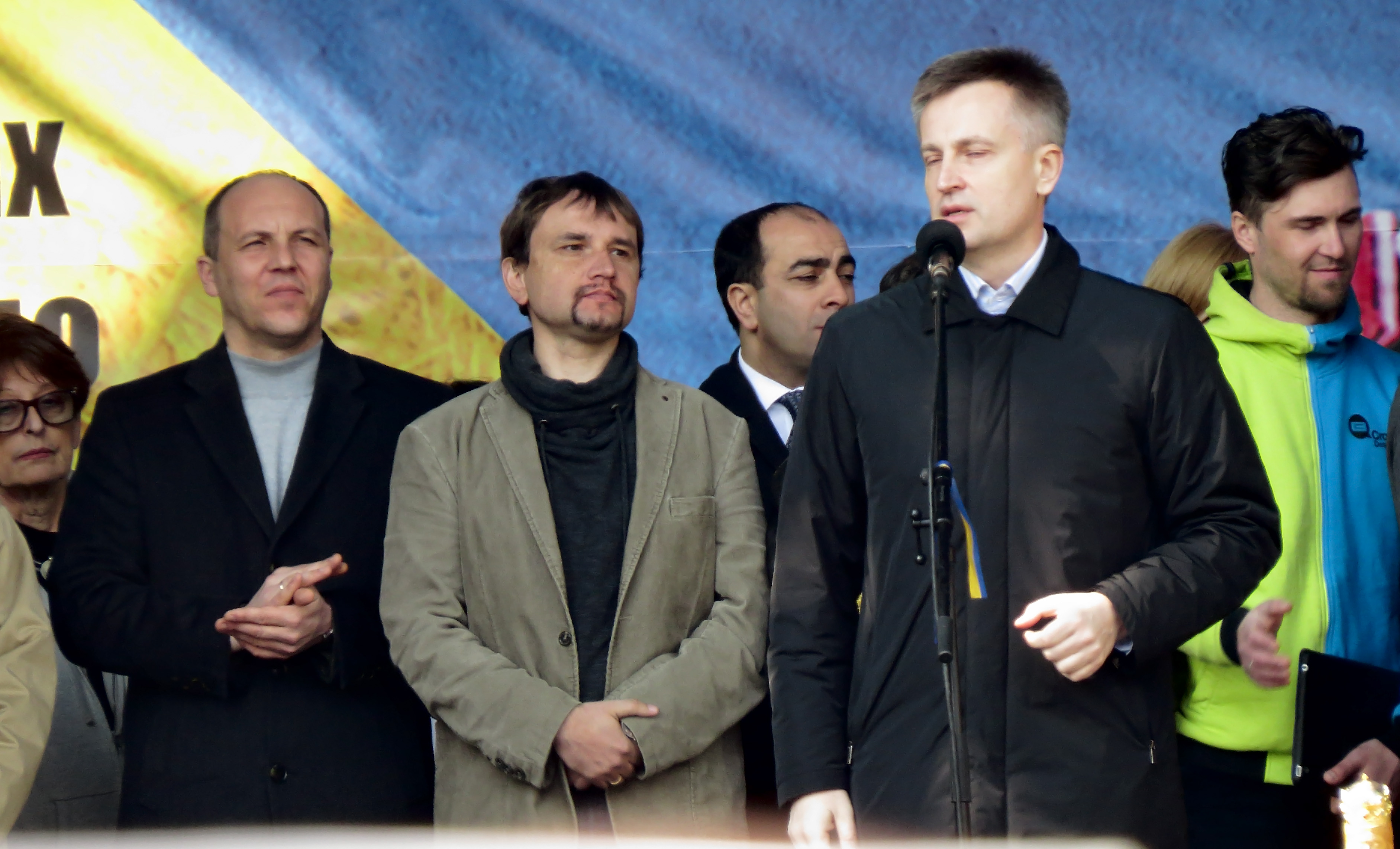
Valentyn Nalyvajčenko (parlando), il capo del Servizio di sicurezza dell'Ucraina (SBU), e Andrij Parubij (a sinistra), 23 marzo 2014

- Nadija Savčenko (in ucraino Надія Савченко?) è un ex paracadutista ucraina, e una pilota di elicottero, che venne catturata dai separatisti mentre stava aiutando il pro-governativo paramilitare Battaglione Ajdar vicino a Luhans'k. Dopo essere stato catturata nel mese di giugno, i separatisti pubblicarono un video del suo interrogatorio, e la tennero in ostaggio. Savčenko fu oggetto di una serie di articoli su Komsomol'skaja Pravda da parte di Nikolaj Varsegov, che l'accusò di essere un cecchino e un assassino di massa.[190] Nel mese di luglio, i funzionari del governo russo dissero che Savčenko aveva "illegalmente varcato il confine russo come rifugiata", è stata fermata dalla polizia russa, ed è di fronte a un processo per presunta assistenza nell'omicidio di due giornalisti russi.[191] Avendo finalmente il permesso di vedere il console ucraino, Savchenko disse che venne trasportata in Russia contro la sua volontà.[192]
- Il capo del Consiglio di Difesa e Sicurezza Nazionale dell'Ucraina Andrij Parubij, ex comandante dell'Euromaidan, curò l'operazione militare del governo contro i separatisti filo-russi nell'Ucraina orientale.[193] Parubij chiese l'assistenza degli Stati Uniti.[194] Egli disse: "L'operazione antiterrorismo andrà avanti indipendentemente da qualsiasi decisione di eventuali gruppi eversivi o terroristici nella regione di Donec'k."[195] Parubiy disse anche: "La tattica chiave dei sabotatori russi è: catturare un edificio, stazionare una guarnigione armata lì e mettere un picchetto intorno, per lo più comunisti, che fornirebbero uno scudo umano."[196]
- Andrij Bilec'kyj, il capo dei gruppi politici ultranazionalisti Assemblea socialnazionale e Patrioti d'Ucraina,[197] è il comandante del Battaglione Azov.[198]

### Cittadini russi
Secondo il leader delle comunità ebraiche di Ucraina, la Russia è "infetta con le idee di revanscismo e strettamente legata al fascismo" con le organizzazioni neo-naziste russe, come il movimento Unità nazionale russa, guidato dall'ultra-nazionalista Aleksandr Barkašov, che sostenne i separatisti in marzo e in maggio.

#### Supporto per i separatisti

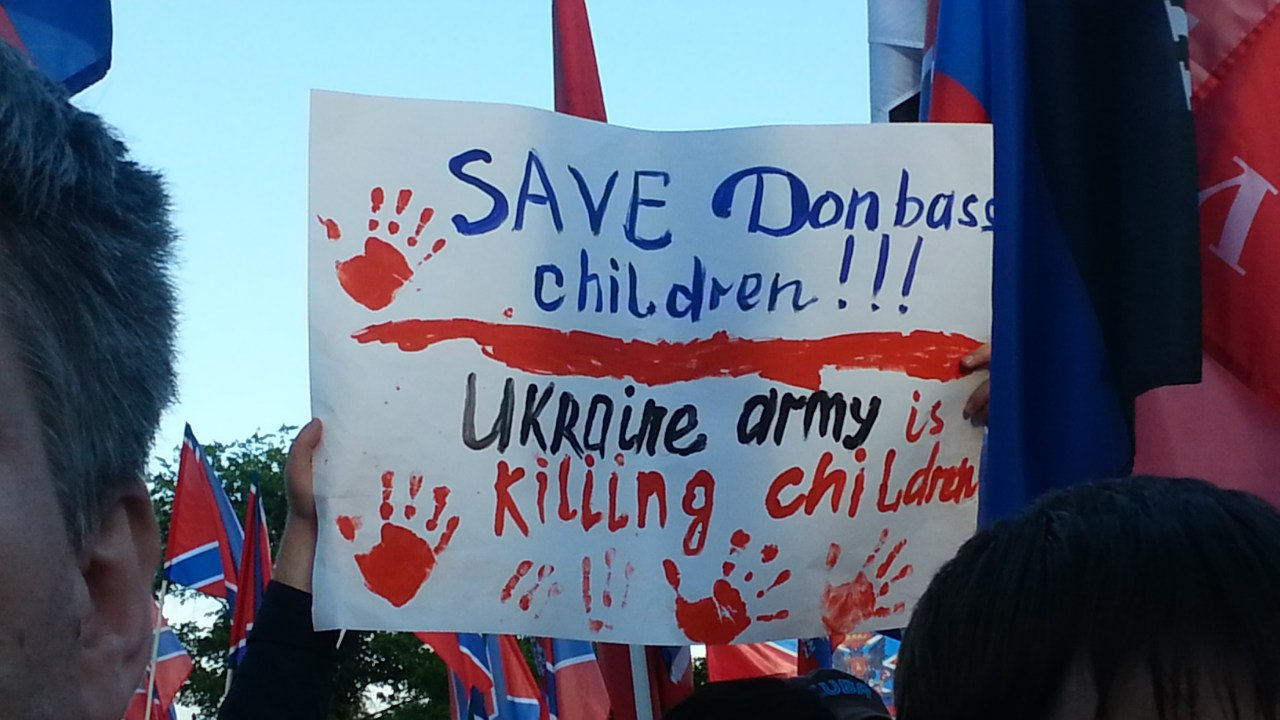
Una manifestazione a sostegno dei territori della Novorossija nell'Ucraina orientale, Mosca, 11 giugno 2014

L'ex consigliere di Putin Andrej Illarënov, membro anziano presso il Cato Institute a Washington, stima che almeno 2 000 funzionari dei servizi segreti russi operino in Ucraina orientale.
L'intelligence ucraina sostiene di avere un dossier su più di quaranta agenti dell'intelligence militare russa, o della GRU, arrestati finora sul suolo ucraino e di avergli sequestrato armi e munizioni dopo averli trasportati al confine con la Russia. Il file viene dichiarato per descrivere il ruolo di un presunto colonnello della GRU, Igor Ivanovič Strielkov, che era coinvolto nell'agitazione a est, tra cui i suoi tentativi di corrompere soldati ucraini con offerte di denaro contante. Il Servizio di Sicurezza ucraino pubblicò una taglia per Strielkov, accusandolo di una serie di oneri, inclusi l'omicidio premeditato e l'organizzazione di disordini di massa. la Russia insiste sul fatto che le accuse siano false, e che un certo signor Streilkov non esiste nemmeno o "almeno non come un agente russo inviato in Ucraina con l'ordine di creare problemi".
CNN ha presentato un video di una grande manifestazione separatista tenuta nel centro della città di Donec'k intorno all'ora di pranzo il 26 maggio. Nella piazza comparvero trasporti di armati paramilitari ceceni . Due giornalisti della squadra della CNN venivano dalla capitale cecena, Groznyj, e uno di loro dichiarò che lui era un ex poliziotto in Cecenia ed era a Donec'k per servire la Federazione russa. I media russi e ucraini pubblicarono numerosi rapporti sui corpi dei separatisti trasportati segretamente in Russia, di solito attraverso il valico di confine di Uspenka. Vennero confermati alcuni nomi dei volontari uccisi - Sergej Ždanovič (Сергей Жданович), Jurij Abrosimov (Юрий Абросимов), Aleksej Jurin (Алексей Юрин), Aleksandr Efremov (Александр Ефремов), Evgenij Korolenko (Евгений Короленко). I corpi vennero trasportati alla base militare russa di Rostov sul Don. Alcune famiglie furono in grado di ottenere i corpi segretamente restituitigli. La maggior parte dei morti avevano un'esperienza militare passata. Secondo i giornalisti russi il commissariato militare (voenkomat) a Rostov aveva attivamente reclutato volontari per il Donbass tra gli ex militari, in particolare con competenze specifiche per (ATGM, SAM, AGS-17) e quelli precedentemente in servizio in Cecenia e in Afghanistan.
Il 18 giugno Daniel Baer (OSCE) osservò che "continuano ad esserci combattenti e armi provenienti attraverso il confine dalla Russia all'Ucraina negli ultimi giorni e settimane, e non vediamo sforzi per disattivarlo dalla Russia".

#### Alexander Dugin
Il 29 marzo, il politologo russo Aleksandr Gel'evič Dugin apparve in una videoconferenza Skype trapelata con Kateryna Gubareva, la moglie del separatista di Donec'k Pavel Gubarev. Nella chiamata, la rassicurò del sostegno di Mosca e di ulteriori azioni che dovevano essere prese dal movimento. Egli affermò anche che tutti i candidati presidenziali dovevano essere considerati "traditori" con solo Janukovyč considerato legittimo. Disse anche che i separatisti dovevano "agire in modo radicale" e Mosca avrebbe poi sostenuto la guerra civile in Ucraina, dicendo: "Il Cremlino è determinato a lottare per l'indipendenza dell'Ucraina sud-orientale." Dopo il rilascio del video, un membro dell'Unione della gioventù eurasiatica di Dugin (Oleg Bachtijarov) venne arrestato il 31 marzo per la pianificazione di atti terroristici in Ucraina.

#### Arresti
Per quanto riguarda il 19 aprile, la SBU arrestò 117 cittadini della Russia.
- V. Makarov, una presunta spia della GRU, venne arrestato a Černihiv il 20 marzo 2014.[213]
- Anton Raevskij venne arrestato a Odessa e poi deportato per incitamento all'odio etnico e alla violenza.[214]
- Roman Bannykh, presumibilmente un agente dell'intelligence militare russa GRU, venne arrestato il 5 aprile 2014.[215]
- Negrienko era stato arrestato in precedenza a marzo 2014 per aver tentato di reclutare agenti di polizia ucraina.[215]
- Oleg Bachtijarov, accusato di pianificazione di prendere d'assalto gli edifici del parlamento dell'Ucraina e del Governo dei Ministri a Kiev con la forza. Bachtijarov, lavorando sotto l'apparenza di un attivista della società civile a Kiev, aveva presumibilmente reclutato circa 200 persone, pagando loro ognuno $ 500, per assistere l'assalto degli edifici e aveva accumulato molotov e vari strumenti per effettuare la provocazione.[211] Bachtijarov presumibilmente si era anche organizzato, con alcuni canali televisivi russi, per filmare l'incidente, che sarebbe poi stato attribuito a radicali ucraini.[216] Lo scrittore e fondatore del bandito Partito Nazional Bolscevico russo, Ėduard Limonov descrisse Bachtijarov come:. "Un bravo ragazzo, uno psichiatra, un commando, un veterano della guerra di Transnistria e un partecipante al sequestro del municipio ".[216]
- Dmitrij Kolesnikov, un membro de L'Altra Russia venne arrestato.[217]
- Due cittadini russi sono stati arrestati nell'Oblast' di Leopoli il 2 aprile 2014, sospettati di complottare per prendere in ostaggio molti ucraini, tra cui un candidato presidenziale. La polizia avrebbe trovato un blocco di 200 grammi di TNT, un detonatore, e 16 proiettili 9 × 18 millimetri Makarov nell'auto di uno dei sospettati. Presumibilmente sono stati trovati anche un quaderno con i dettagli delle auto usate dal candidato presidenziale e un calendario dei suoi movimenti, una tavoletta con le immagini del politico obiettivo, così come i membri del Consiglio Regionale di Leopoli, un ex deputato, le foto delle case di loro proprietà, e i piani per l'accesso ad esse.[218]
- Marija Koleda venne arrestata il 9 aprile 2014, e presumibilmente ha svolto attività di agenzia per l'intelligence russa per destabilizzare la situazione nelle regioni meridionali dell'Ucraina. Il 7 aprile, avrebbe preso parte ai combattimenti a palazzo dell'Amministrazione Regionale Statale dell'Oblast' di Mykolaïv con un'arma da fuoco, e ha confessato di aver sparato e ferito tre persone. "Ha anche riferito sulla preparazione di due gruppi sovversivi (7 persone di Cherson e 6 persone di Nova Kachovka) per la partecipazione agli scontri a Donec'k," riporta il SSU.[219][220]
- Il 13 aprile, l'Ucraina ha arrestato un presunto russo operativo della GRU.[221]
- Il 22 aprile, il direttore del Servizio di Sicurezza Nazionale dell'Ucraina annunciò di aver arrestato tre presunti agenti russi della GRU.[222]
- Il 1º maggio, le guardie di frontiera arrestarono un cittadino russo per la pianificazione di provocazioni separatiste a Luhans'k. L'uomo era presumibilmente un membro del gruppo neonazista skinhead 'Slavi' e aveva diversi tatuaggi di svastiche e un coltello di marchio nazista.[223]

#### Premi
Il miliardario e governatore di Dnipropetrovs'k Ihor' Kolomojskyj emise 10 000 dollari di taglie per la cattura di agenti russi. Offrì anche ricompense per la consegna delle armi appartenenti ai ribelli: 1 000 dollari per ogni mitragliatrice sequestrata alle autorità, $ 1 500 per ogni mitragliatrice pesante e $ 2 000 per un lanciagranate. Il 19 aprile pubblicò la sua prima taglia di 10 000 dollari per la cattura di un sabotatore russo. Esiste almeno un cartellone con il testo seguente: "$ 10 000 per un Moskal" (nome dispregiativo per i russi).

#### Disertori russi in Ucraina
Il 19 luglio Ilja Bogdanov, un ex tenente del FSB russo a Vladivostok, disertò per l'Ucraina, sostenendo che non poteva più sopportare le menzogne utilizzate dalla Russia per stimolare la situazione in Ucraina orientale e in Daghestan, dove aveva servito in precedenza. Il 24 luglio il militare russo Andrej Balabanov ha chiesto asilo politico in Ucraina dichiarando: "Finalmente ho preso la decisione di non partecipare a questa guerra e mi sono schierato con l'Ucraina. Questa è la mia protesta contro i leader politici della Russia". Balabanov sostenne che la sua unità aveva inviato "intelligence militare, GRU, esperti e ceceni "in Ucraina per aiutare i separatisti". Ha continuato a reclamare che la sua unità aveva "continuamente lavato il cervello per far credere che sarebbero stati inviati in Ucraina per salvare i loro fratelli russi".

### Altri partecipanti stranieri
- Mikael Skillt, svedese. Cecchino e attivista di estrema destra, sta combattendo[Quando?] con il Battaglione Azov, un'unità di volontari paramilitari pro-Ucraina.[197]
- Nel mese di marzo, un gruppo di 10 serbi e cetnici si unì per sostenere i separatisti.[229][230]
- Un cittadino lettone con residenza in Gran Bretagna, Aijo Beness, venne arrestato a Donec'k il 1º aprile per la "preparazione di un colpo di stato armato per rovesciare il governo e minare l'integrità territoriale dell'Ucraina".[231][232] Previously Aijo had stated he came to Ukraine to "protect Russians from Bandera."[231]
- Paramilitari ceceni, abcasi, osseti, armeni e cosacchi sono stati partecipanti attivi nell'insurrezione nelle oblast' di Donec'k e Luhans'k.[233][234]
- Il Servizio di sicurezza dell'Ucraina (SBU) ha pubblicato una registrazione audio, il 5 maggio, che trasmetteva una telefonata tra un leader separatista di Donec'k e il leader del gruppo paramilitare di estrema destra Unità nazionale russa Aleksandr Barkašov. Nella registrazione, il separatista disse di voler rinviare il referendum, a causa dell'incapacità della DPR di controllare tutta l'oblast' di Donec'k. Barkašov disse che aveva parlato con Putin, e insistette sulla tenuta del referendum a prescindere dalle preoccupazioni del leader separatista. Egli istruì i separatisti per tabulare i risultati come 89% a favore dell'autonomia.[235] I separatisti dichiararono che la registrazione era falsa.[236]
- In una riunione svoltasi il 7 luglio nella città di Donec'k, il politico russo Sergej Kurginjan tenne una conferenza stampa con i rappresentanti della Milizia popolare del Donbass, tra cui Pavel Gubarev, e disse che la Russia avrebbe fornito significativi sostegni militari per i separatisti. Durante una discussione tra i partecipanti, Gubarev lamentava che le armi che erano state inviate erano vecchie, e non pienamente funzionali. In risposta, Kurginjan elencò elementi specifici, tra cui 12 000 fucili automatici, lanciagranate, mortai semoventi 2S9 Nona-S, due BMP, e tre carri armati, che sapeva che sarebbero stati forniti ai separatisti da parte della Russia. Disse anche di aver visto nuove armi, perfettamente funzionanti, scaricate in luoghi nel Donbass che egli non avrebbe "rivelato sotto lo sguardo delle telecamere". Kurginjan ammise che la Russia aveva inizialmente inviato "armi di 4ª categoria", ma a partire dal 3 giugno aveva fornito attrezzature che erano perfettamente funzionanti. Disse anche che uno dei suoi obiettivi a Donec'k era stato quello di garantire che il sostegno militare della Russia venisse aumentato.[237][238][239] Ripeté le affermazioni di un flusso costante di supporto militare fornito dalla "comunità russa" nella zona del conflitto il 13 luglio.[240]
- Il Presidente Barack Obama disse che gli Stati Uniti avevano fornito[241] equipaggiamenti per la difesa militare per un valore di 23 milioni di dollari al governo ucraino, tra cui visori notturni, elmi, armature, forniture mediche, apparecchiature di comunicazione, e 300 000 pasti pronti.[242] Obama invierà consulenti del Pentagono in Ucraina.[243]

### Osservatori dell'OSCE
Osservatori dell'Organizzazione per la sicurezza e la cooperazione in Europa (OSCE) sono stati inviati in Ucraina dopo una richiesta da parte del governo ucraino, e un accordo tra tutti gli Stati membri dell'OSCE, tra cui la Russia. La missione di vigilanza speciale (SMM) venne schierata il 6 aprile, e rimase in Ucraina per "contribuire a ridurre le tensioni e promuovere la pace, la stabilità e la sicurezza". Il SMM perse il contatto con quattro osservatori nell'Oblast' di Donec'k, il 26 maggio, e altri quattro nell'Oblast' di Luhans'k il 29 maggio. Entrambi i gruppi vennero tenuti prigionieri dai separatisti per un mese, prima di essere liberati, rispettivamente il 27 giugno e 28 giugno.